# Rússia nos Jogos Olímpicos de Verão de 2008
A Rússia participou dos Jogos Olímpicos de Verão de 2008, em Pequim, na China. O país estreou nos Jogos em 1900 e em 2008 teve sua bandeira representada pela sétima vez.

### 

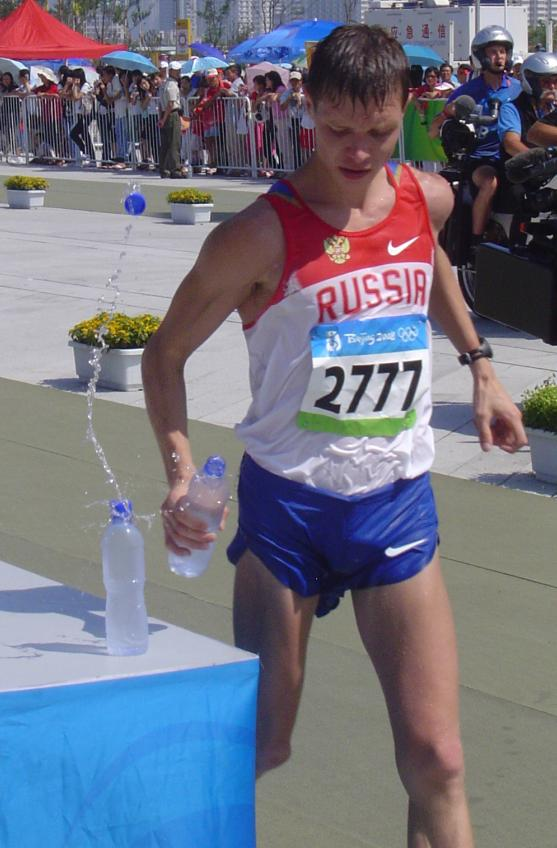
Denis Nizhegorodov conquistou a medalha de bronze na marcha atlética de 50km.

## Medalhas
| Anastasia Davydova Anastasia Ermakova Maria Gromova Natalia Ishchenko Elvira Khasyanova | Olga Kuzhela Yelena Ovchinnikova Anna Shorina Svetlana Romashina |

| Margarita Aliychuk Anna Gavrilenko Tatiana Gorbunova | Elena Posevina Darya Shkurihina Natalia Zueva |

| Danila Izotov Evgeny Lagunov Nikita Lobintsev | Alexander Sukhorukov Mikhail Polischuk |

| Inna Suslina Maria Sidorova Yana Uskova Ekaterina Marennikova Emilia Turey Elena Dmitrieva Anna Kareeva | Liudmila Postnova Irina Bliznova Yelena Polenova Oxana Romenskaya Natalia Shipilova Ekaterina Andryushina Irina Poltoratskaya |

| Yulia Gushchina Lyudmila Litvinova Tatiana Firova | Anastasia Kapachinskaya Elena Migunova Tatyana Veshkurova |

| Svetlana Abrosimova Becky Hammon Marina Karpunina Ilona Korstin Marina Kuzina Ekaterina Lisina | Irina Osipova Oxana Rakhmatulina Tatiana Shchegoleva Irina Sokolovskaya Maria Stepanova Natalia Vodopyanova |

| Alexander Korneev Semen Poltavskiy Alexander Kosarev Sergey Grankin Sergey Tetyukhin Vadim Khamuttskikh | Yury Berezhko Alexei Ostapenko Alexander Volkov Alexey Verbov Maxim Mikhaylov Alexey Kuleshov |

| Anastasia Davydova Anastasia Ermakova Maria Gromova Natalia Ishchenko Elvira Khasyanova | Olga Kuzhela Yelena Ovchinnikova Anna Shorina Svetlana Romashina |

| Margarita Aliychuk Anna Gavrilenko Tatiana Gorbunova | Elena Posevina Darya Shkurihina Natalia Zueva |

| Danila Izotov Evgeny Lagunov Nikita Lobintsev | Alexander Sukhorukov Mikhail Polischuk |

| Inna Suslina Maria Sidorova Yana Uskova Ekaterina Marennikova Emilia Turey Elena Dmitrieva Anna Kareeva | Liudmila Postnova Irina Bliznova Yelena Polenova Oxana Romenskaya Natalia Shipilova Ekaterina Andryushina Irina Poltoratskaya |

| Yulia Gushchina Lyudmila Litvinova Tatiana Firova | Anastasia Kapachinskaya Elena Migunova Tatyana Veshkurova |

| Svetlana Abrosimova Becky Hammon Marina Karpunina Ilona Korstin Marina Kuzina Ekaterina Lisina | Irina Osipova Oxana Rakhmatulina Tatiana Shchegoleva Irina Sokolovskaya Maria Stepanova Natalia Vodopyanova |

| Alexander Korneev Semen Poltavskiy Alexander Kosarev Sergey Grankin Sergey Tetyukhin Vadim Khamuttskikh | Yury Berezhko Alexei Ostapenko Alexander Volkov Alexey Verbov Maxim Mikhaylov Alexey Kuleshov |

## Desempenho

### Atletismo
| Atleta | Evento                          | Elim.      | Elim. | Quartas de final | Quartas de final | Semifinal   | Semifinal   | Final       | Final             |
| Atleta | Evento                          | Res.       | Pos.  | Res.             | Pos.             | Res.        | Pos.        | Res.        | Pos.              |
| --- | ------------------------------- | ---------- | ----- | ---------------- | ---------------- | ----------- | ----------- | ----------- | ----------------- |
| Denis Alekseyev                                                                                                | 400 m masculino                 | 45.52      | 23    |                  |                  | Não avançou | Não avançou | Não avançou | Não avançou       |
| Grigoriy Andreyev                                                                                              | Maratona masculina              |            |       |                  |                  |             |             | 2:13:33     | 14                |
| Dmitriy Bogdanov                                                                                               | 800 m masculino                 | 1:47.49    | 30    |                  |                  | Não avançou | Não avançou | Não avançou | Não avançou       |
| Valeriy Borchin                                                                                                | 20 km marcha atlética masculina |            |       |                  |                  |             |             | 1:19:01     | Medalha de ouro   |
| Evgeniy Borisov                                                                                                | 110 m com barreiras masculino   | 13.90      | 35    | Não avançou      | Não avançou      | Não avançou | Não avançou | Não avançou | Não avançou       |
| Yuriy Borzakovskiy                                                                                             | 800 m masculino                 | 1:45.15    | 2 Q   |                  |                  | 1:46.53     | 15          | Não avançou | Não avançou       |
| Danil Burkenya                                                                                                 | Salto triplo masculino          | 16.69      | 22    |                  |                  |             |             | Não avançou | Não avançou       |
| Aleksandr Derevyagin                                                                                           | 400 m com barreiras masculino   | 49.19      | 8 q   |                  |                  | 49.23       | 11          | Não avançou | Não avançou       |
| Aleksey Drozdov                                                                                                | Decatlo masculino               |            |       |                  |                  |             |             | 8154        | 12                |
| Maksim Dyldin                                                                                                  | 400 m masculino                 | 46.03      | 32    |                  |                  | Não avançou | Não avançou | Não avançou | Não avançou       |
| Kirill Ikonnikov                                                                                               | Arremesso de martelo masculino  | 72.33      | 21    |                  |                  |             |             | Não avançou | Não avançou       |
| Alexandr Ivanov                                                                                                | Lançamento de dardo masculino   | 79.27      | 14    |                  |                  |             |             | Não avançou | Não avançou       |
| Sergey Ivanov                                                                                                  | 10000 m masculino               |            |       |                  |                  |             |             | 28:34.72    | 30                |
| Sergey Kirdyapkin                                                                                              | 50 km marcha atlética masculina |            |       |                  |                  |             |             | DNF         | DNF               |
| Ilya Korotkov                                                                                                  | Lançamento de dardo masculino   | 83.33 Q    | 2     |                  |                  |             |             | 83.15       | 7                 |
| Oleg Kulkov | Maratona masculina              |            |       |                  |                  |             |             | 2:18:11     | 29                |
| Anton Luboslavskiy                                                                                             | Arremesso de peso masculino     | 19.87      | 18    |                  |                  |             |             | Não avançou | Não avançou       |
| Yevgeniy Lukyanenko                                                                                            | Salto com vara masculino        | 5.65       | 1 q   |                  |                  |             |             | 5.85        | Medalha de prata  |
| Sergey Makarov                                                                                                 | Lançamento de dardo masculino   | 72.47      | 26    |                  |                  |             |             | Não avançou | Não avançou       |
| Vladimir Malyavin                                                                                              | Salto em distância masculino    | 7.35       | 37    |                  |                  |             |             | Não avançou | Não avançou       |
| Ilya Markov | 20 km marcha atlética masculina |            |       |                  |                  |             |             | 1:22:02     | 17                |
| Ildar Minshin                                                                                                  | 3000 m com obstáculos masculino | 8:26.85    | 19    |                  |                  |             |             | Não avançou | Não avançou       |
| Denis Nizhegorodov                                                                                             | 50 km marcha atlética masculina |            |       |                  |                  |             |             | 3:40:14     | Medalha de bronze |
| Igor Pavlov | Salto com vara masculino        | 5.65       | 1 q   |                  |                  |             |             | 5.60        | 9                 |
| Igor Peremota                                                                                                  | 110 m com barreiras masculino   | 13.59      | 2 Q   | 13.70            | 7                | Não avançou | Não avançou | Não avançou | Não avançou       |
| Aleksandr Petrenko                                                                                             | Salto triplo masculino          | 16.97      | 17    |                  |                  |             |             | Não avançou | Não avançou       |
| Bogdan Pishchalnikov                                                                                           | Arremesso de disco masculino    | 64.60      | 6 Q   |                  |                  |             |             | 65.88       | 6                 |
| Aleksandr Pogorelov                                                                                            | Decatlo masculino               |            |       |                  |                  |             |             | 8328        | 4                 |
| Pavel Potapovich                                                                                               | 3000 m com obstáculos masculino | 8:36.29    | 28    |                  |                  |             |             | Não avançou | Não avançou       |
| Yaroslav Rybakov                                                                                               | Salto em altura masculino       | 2.25       | 9 q   |                  |                  |             |             | 2.33        | Medalha de bronze |
| Vyacheslav Shabunin                                                                                            | 1500 m masculino                | 3:42.53    | 35    |                  |                  | Não avançou | Não avançou | Não avançou | Não avançou       |
| Andrey Silnov                                                                                                  | Salto em altura masculino       | 2.29       | 6 q   |                  |                  |             |             | 2.36        | Medalha de ouro   |
| Roman Smirnov                                                                                                  | 200 m masculino                 | 20.76      | 1 Q   | 20.62            | 6                | Não avançou | Não avançou | Não avançou | Não avançou       |
| Pavel Sofin | Arremesso de peso masculino     | 20.29      | 8 Q   |                  |                  |             |             | 20.42       | 8                 |
| Aleksey Sokolov                                                                                                | Maratona masculina              |            |       |                  |                  |             |             | 2:15:57     | 21                |
| Igor Spasovkhodskiy                                                                                            | Salto triplo masculino          | 17.23      | 6 Q   |                  |                  |             |             | 16.79       | 9                 |
| Dmitry Starodubtsev                                                                                            | Salto com vara masculino        | 5.65       | 11 q  |                  |                  |             |             | 5.70        | 5                 |
| Aleksey Sysoyev                                                                                                | Decatlo masculino               |            |       |                  |                  |             |             | DNF         | DNF               |
| Igor Vinichenko                                                                                                | Arremesso de martelo masculino  | 72.05      | 22    |                  |                  |             |             | Não avançou | Não avançou       |
| Vyacheslav Voronin                                                                                             | Salto em altura masculino       | 2.25       | 14    |                  |                  |             |             | Não avançou | Não avançou       |
| Andrey Yepishin                                                                                                | 100 m masculino                 | 10.34 Q    | 2 Q   | 10.25            | 6                | Não avançou | Não avançou | Não avançou | Não avançou       |
| Ivan Yushkov                                                                                                   | Arremesso de peso masculino     | 20.02      | 12 Q  |                  |                  |             |             | 19.67       | 11                |
| Maksim Dyldin Vladislav Frolov Anton Kokorin Denis Alekseyev                                                   | Revezamento 4x400 m masculino   | 3:00.14 NR | 5 Q   |                  |                  |             |             | 2:58.06 NR  | Medalha de bronze |
| Mariya Abakumova                                                                                               | Lançamento de dardo feminino    | 63.48      | 4 Q   |                  |                  |             |             | 70.78 NR    | Medalha de prata  |
| Inga Abitova                                                                                                   | 10000 m feminino                |            |       |                  |                  |             |             | 30:37.33    | 6                 |
| Anna Alminova                                                                                                  | 1500 m feminino                 | 4:04.66 q  | 5     |                  |                  |             |             | 4:06.99     | 11                |
| Tatyana Andrianova                                                                                             | 800 m feminino                  | 2:00.31    | 2 Q   |                  |                  | 1:58.16     | 5 q         | 2:02.63     | 8                 |
| Aleksandra Antonova                                                                                            | 100 m com barreiras feminino    | 13.18      | 5     |                  |                  | Não avançou | Não avançou | Não avançou | Não avançou       |
| Tatiana Aryasova                                                                                               | 10000 m feminino                |            |       |                  |                  |             |             | 31:45.57    | 19                |
| Yekaterina Bikert                                                                                              | 400 m com barreiras feminino    | 55.15      | 2 Q   |                  |                  | 54.38       | 5 Q         | 54.96       | 6                 |
| Galina Bogomolova                                                                                              | Maratona feminina               |            |       |                  |                  |             |             | DNF         | DNF               |
| Anna Bogdanova                                                                                                 | Heptatlo feminino               |            |       |                  |                  |             |             | 6465        | 6                 |
| Anna Bulgakova                                                                                                 | Arremesso de martelo feminino   | 68.04      | 20    |                  |                  |             |             | Não avançou | Não avançou       |
| Yuliya Chermoshanskaya                                                                                         | 200 m feminino                  | 22.98      | 8 Q   | 22.63            | 2 Q              | 22.57       | 8           | Não avançou | Não avançou       |
| Tatyana Chernova                                                                                               | Heptatlo feminino               |            |       |                  |                  |             |             | 6591        | Medalha de bronze |
| Anna Chicherova                                                                                                | Salto em altura feminino        | 1.93 q     | 12    |                  |                  |             |             | 2.03        | Medalha de bronze |
| Tatiana Dektyareva                                                                                             | 100 m com barreiras feminino    | 13.05      | 20    |                  |                  | Não avançou | Não avançou | Não avançou | Não avançou       |
| Aleksandra Fedoriva                                                                                            | 200 m feminino                  | 23.29      | 4 Q   | 23.04            | q                | 23.22       | 8           | Não avançou | Não avançou       |
| Svetlana Feofanova                                                                                             | Salto com vara feminino         | 4.50       | 6 q   |                  |                  |             |             | 4.75        | Medalha de bronze |
| Tatyana Firova                                                                                                 | 400 m feminino                  | 50.59      | 3 Q   |                  |                  | 50.31       | 5 q         | 50.11       | 6                 |
| Yuliya Golubchikova                                                                                            | Salto com vara feminino         | 4.50       | 10 q  |                  |                  |             |             | 4.75        | 4                 |
| Viktoriya Gurova                                                                                               | Salto triplo feminino           | 14.78      | 3 Q   |                  |                  |             |             | 14.77       | 7                 |
| Yuliya Gushchina                                                                                               | 400 m feminino                  | 51.18      | 2 Q   |                  |                  | 50.48       | 1 Q         | 50.01       | 4                 |
| Yelena Isinbayeva                                                                                              | Salto com vara feminino         | 4.60       | 1 Q   |                  |                  |             |             | 5.05 WR     | Medalha de ouro   |
| Olga Ivanova                                                                                                   | Arremesso de peso feminino      | 18.46      | 15 Q  |                  |                  |             |             | 18.44       | 9                 |
| Tatyana Kalmykova                                                                                              | 20 km marcha atlética feminina  |            |       |                  |                  |             |             | DSQ         | DSQ               |
| Olga Kaniskina                                                                                                 | 20 km marcha atlética feminina  |            |       |                  |                  |             |             | 1:26:31 OR  | Medalha de ouro   |
| Anastasiya Kapachinskaya                                                                                       | 400 m feminino                  | 51.32      | 1 Q   |                  |                  | 50.30       | 2 Q         | 50.03       | 5                 |
| Irina Khudoroshkina                                                                                            | Arremesso de peso feminino      | 16.84      | 25    |                  |                  |             |             | Não avançou | Não avançou       |
| Svetlana Klyuka                                                                                                | 800 m feminino                  | 2:01.67    | 1 Q   |                  |                  | 1:58.31     | Q           | 1:56.94     | 4                 |
| Yuliya Kondakova                                                                                               | 100 m com barreiras feminino    | 13.07      | 4     |                  |                  | Não avançou | Não avançou | Não avançou | Não avançou       |
| Yelena Konevtseva                                                                                              | Arremesso de martelo feminino   | 67.83      | 22    |                  |                  |             |             | Não avançou | Não avançou       |
| Mariya Konovalova                                                                                              | 10000 m feminino                |            |       |                  |                  |             |             | 30:35.84    | 5                 |
| Ekaterina Kostetskaya                                                                                          | 800 m feminino                  | 2:00.54    | 3 Q   |                  |                  | 1:58.33     | 8           | Não avançou | Não avançou       |
| Tatyana Kotova                                                                                                 | Salto em distância feminino     | 6.57       | 14    |                  |                  |             |             | Não avançou | Não avançou       |
| Olga Kurban | Heptatlo feminino               |            |       |                  |                  |             |             | 6192        | 13                |
| Tatyana Lebedeva                                                                                               | Salto em distância feminino     | 6.70       | 4 q   |                  |                  |             |             | 7.03        | Medalha de prata  |
| Tatyana Lebedeva                                                                                               | Salto triplo feminino           | 14.55      | 5 Q   |                  |                  |             |             | 15.32       | Medalha de prata  |
| Natalia Murinovich                                                                                             | 100 m feminino                  | 11.55      | 5 q   | 11.51            | 7                | Não avançou | Não avançou | Não avançou | Não avançou       |
| Irina Obedina                                                                                                  | 400 m com barreiras feminino    | 55.71      | 2 Q   |                  |                  | 55.69       | 6           | Não avançou | Não avançou       |
| Anna Omarova                                                                                                   | Arremesso de peso feminino      | 18.74      | 8 Q   |                  |                  |             |             | 19.08       | 6                 |
| Anastasia Ott                                                                                                  | 400 m com barreiras feminino    | 55.34      | 2 Q   |                  |                  | 54.74       | 6 Q         | Não avançou | Não avançou       |
| Tatyana Petrova                                                                                                | 3000 m com obstáculos feminino  | 9:28.85    | 1 Q   |                  |                  |             |             | 9:12.33     | 4                 |
| Yevgeniya Polyakova                                                                                            | 100 m feminino                  | 11.24      | 1 Q   | 11.13            | 2 Q              | 11.38       | 7           | Não avançou | Não avançou       |
| Yelena Priyma                                                                                                  | Arremesso de martelo feminino   | 70.69      | 9 q   |                  |                  |             |             | 69.72       | 10                |
| Anna Pyatykh                                                                                                   | Salto triplo feminino           | 14.45      | 8 Q   |                  |                  |             |             | 14.73       | 8                 |
| Natalya Rusakova                                                                                               | 100 m feminino                  | 11.61      | 5 q   | 11.49            | 7                | Não avançou | Não avançou | Não avançou | Não avançou       |
| Natalya Rusakova                                                                                               | 200 m feminino                  | 23.21      | 3 Q   | 23.28            | 6                | Não avançou | Não avançou | Não avançou | Não avançou       |
| Natalya Sadova                                                                                                 | Arremesso de disco feminino     | 58.11      | 25    |                  |                  |             |             | Não avançou | Não avançou       |
| Gulnara Samitova-Galkina                                                                                       | 5000 m feminino                 | 15:11.46   | 5 Q   |                  |                  |             |             | 15:56.97    | 12                |
| Gulnara Samitova-Galkina                                                                                       | 3000 m com obstáculos feminino  | 9:15.17    | 1 Q   |                  |                  |             |             | 8:58.81 WR  | Medalha de ouro   |
| Svetlana Saykina                                                                                               | Arremesso de disco feminino     | 59.48      | 16    |                  |                  |             |             | Não avançou | Não avançou       |
| Svetlana Shkolina                                                                                              | Salto em altura feminino        | 1.93 q     | 8     |                  |                  |             |             | 1.93        | 14                |
| Liliya Shobukhova                                                                                              | 5000 m feminino                 | 14:57.77   | 3 Q   |                  |                  |             |             | 15:46.62    | 6                 |
| Tatyana Sibileva                                                                                               | 20 km marcha atlética feminina  |            |       |                  |                  |             |             | 1:28:28     | 11                |
| Yelena Slesarenko                                                                                              | Salto em altura feminino        | 1.93 q     | 14    |                  |                  |             |             | 2.01        | 4                 |
| Irina Timofeyeva                                                                                               | Maratona feminina               |            |       |                  |                  |             |             | 2:27:31     | 7                 |
| Oksana Udmurtova                                                                                               | Salto em distância feminino     | 6.63       | 7 q   |                  |                  |             |             | 6.70        | 6                 |
| Yekaterina Volkova                                                                                             | 3000 m com obstáculos feminino  | 9:23.06    | 3 Q   |                  |                  |             |             | 9:07.64     | Medalha de bronze |
| Mariya Yakovenko                                                                                               | Lançamento de dardo feminino    | 51.67      | 47    |                  |                  |             |             | Não avançou | Não avançou       |
| Oxana Yesipchuk                                                                                                | Arremesso de disco feminino     | 55.07      | 32    |                  |                  |             |             | Não avançou | Não avançou       |
| Yelena Zadorozhnaya                                                                                            | 5000 m feminino                 | DNF        | DNF   |                  |                  |             |             | Não avançou | Não avançou       |
| Svetlana Zakharova                                                                                             | Maratona feminina               |            |       |                  |                  |             |             | 2:32:16     | 22                |
| Yevgeniya Polyakova Aleksandra Fedoriva Yuliya Gushchina Yuliya Chermoshanskaya                                | Revezamento 4x100 m feminino    | 42.87      | 2 Q   |                  |                  |             |             | 42.31       | Medalha de ouro   |
| Yuliya Gushchina Lyudmila Litvinova Tatyana Firova Anastasiya Kapachinskaya Yelena Migunova Tatyana Veshkurova | Revezamento 4x400 m feminino    | 3:23.71    | 4 Q   |                  |                  |             |             | 3:18.82     | Medalha de prata  |

### Badminton
| Atleta           | Evento            | Fase de 64              | Fase de 32                  | Oitavas de final       | Quartas de final       | Semifinais             | Final                  | Final       |             |
| Atleta           | Evento            | Adversário e resultado  | Adversário e resultado      | Adversário e resultado | Adversário e resultado | Adversário e resultado | Adversário e resultado | Pos.        |             |
| ---------------- | ----------------- | ----------------------- | --------------------------- | ---------------------- | ---------------------- | ---------------------- | ---------------------- | ----------- | ----------- |
| Stanislav Pukhov | Simples masculino |                         | LTU Navickas D 12-21, 17-21 | Não avançou            | Não avançou            | Não avançou            | Não avançou            | Não avançou | Não avançou |
| Ella Diehl       | Simples feminino  | IND Nehwal D 9-21, 8-21 | Não avançou                 | Não avançou            | Não avançou            | Não avançou            | Não avançou            | Não avançou |             |

### Basquetebol
Masculino
| Equipe | Fase de grupos                                                                                       | Fase de grupos | Quartas de final       | Semifinal              | Final                  | Pos. |
| Equipe | Adversário e resultado                                                                               | Pos.           | Adversário e resultado | Adversário e resultado | Adversário e resultado | Pos. |
| --- | --- | -------------- | ---------------------- | ---------------------- | ---------------------- | ---- |
| Andrey Vorontsevich Jon Robert Holden Sergei Bykov Andrei Kirilenko Nikita Morgunov Petr Samoylenko Viktor Khryapa Zakhar Pashutin Sergei Monia Vitaly Fridzon Aleksey Savrasenko Viktor Keirou | IRI Irã V 71-49 CRO Croácia D 78-85 LTU Lituânia D 79-86 AUS Austrália D 80-95 ARG Argentina D 79-91 | 5º (gr. A)     | Não avançou            | Não avançou            | Não avançou            | 9º   |

Feminino
| Equipe | Fase de grupos                                                                                                  | Fase de grupos | Quartas de final       | Semifinal                  | Final                                  | Pos.              |
| Equipe | Adversário e resultado                                                                                          | Pos.           | Adversário e resultado | Adversário e resultado     | Adversário e resultado                 | Pos.              |
| --- | --- | -------------- | ---------------------- | -------------------------- | -------------------------------------- | ----------------- |
| Natalia Vodopyanova Maria Stepanova Irina Sokolovskaya Tatiana Shchegoleva Oxana Rakhmatulina Irina Osipova Ekaterina Lisina Marina Kuzina Ilona Korstin Marina Karpunina Becky Hammon Svetlana Abrosimova | LAT Letônia V 62-57 KOR Coreia do Sul V 77-72 BLR Bielorrússia V 71-65 BRA Brasil V 74-64 AUS Austrália D 55-75 | 2º (gr. A)     | ESP Espanha V 84-65    | USA Estados Unidos D 52-67 | Disputa do 3º lugar: CHN China V 94-81 | Medalha de bronze |

### Boxe
| Atleta            | Peso               | Fase de 32                 | Oitavas de final       | Quartas de final       | Semifinais             | Final                  | Pos.              |
| Atleta            | Peso               | Adversário e resultado     | Adversário e resultado | Adversário e resultado | Adversário e resultado | Adversário e resultado | Pos.              |
| ----------------- | ------------------ | -------------------------- | ---------------------- | ---------------------- | ---------------------- | ---------------------- | ----------------- |
| David Ayrapetyan  | Mosca-ligeiro      | UKR Chygayev D 11-13       | Não avançou            | Não avançou            | Não avançou            | Não avançou            | Não avançou       |
| Georgy Balakshin  | Mosca              |                            | KAZ Sarsembayev V 12-4 | IND Kumar V 15-11      | CUB Laffita D 8-9      | Não avançou            | Medalha de bronze |
| Sergey Vodopyanov | Galo               | PUR Arroyo V 10-5          | IND Kumar D 9-9+       | Não avançou            | Não avançou            | Não avançou            | Não avançou       |
| Albert Selimov    | Pena               | UKR Lomachenko D 7-14      | Não avançou            | Não avançou            | Não avançou            | Não avançou            | Não avançou       |
| Alexey Tishchenko | Leve               | TUN Nejmaoui V 10-2        | AUS Little V 11-3      | COL Pérez V 13-5       | ARM Javakhyan V 10-5   | FRA Sow V 11-9         | Medalha de ouro   |
| Gennady Kovalev   | Meio-médio-ligeiro | CHN Maimaitituersun V 15-8 | MRI Colin V 15-4       | CUB Iglesias D 2-5     | Não avançou            | Não avançou            | Não avançou       |
| Andrey Balanov    | Meio-médio         | NAM Kasuto V 8-5           | USA Andrade D 3-14     | Não avançou            | Não avançou            | Não avançou            | Não avançou       |
| Matvey Korobov    | Médio              | SWE Terbunja V 18-6        | KAZ Artayev D 7-10     | Não avançou            | Não avançou            | Não avançou            | Não avançou       |
| Artur Beterbiev   | Meio-pesado        | SWE Katende V 15-3         | CHN Zhang D 2-8        | Não avançou            | Não avançou            | Não avançou            | Não avançou       |
| Rakhim Chakhkeiv  | Pesado             |                            | IRI Mazaheri V 7-3     | FRA M'Bumba V 18-9     | CUB Acosta V 10-5      | ITA Russo V 4-2        | Medalha de ouro   |
| Islam Timurziev   | Superpesado        |                            | GBR Price D 2-2 (RSC)  | Não avançou            | Não avançou            | Não avançou            | Não avançou       |

### Canoagem Slalom
| Atleta                            | Evento        | Preliminar | Preliminar | Preliminar | Preliminar | Preliminar | Preliminar | Semifinal   | Semifinal   | Final       | Final       | Total       | Pos.              |
| Atleta                            | Evento        | Corrida 1  | Pos.       | Corrida 2  | Pos.       | Total      | Pos.       | Tempo       | Pos.        | Tempo       | Pos.        | Total       | Pos.              |
| --------------------------------- | ------------- | ---------- | ---------- | ---------- | ---------- | ---------- | ---------- | ----------- | ----------- | ----------- | ----------- | ----------- | ----------------- |
| Aleksander Lipatov                | C-1 masculino | 87.65      | 5          | 90.51      | 11         | 178.16     | 9 Q        | 94.16       | 10          | Não avançou | Não avançou | Não avançou | 10                |
| Mikhail Kuznetsov Dmitry Larionov | C-2 masculino | 98.43      | 7          | 97.65      | 6          | 196.08     | 6 Q        | 98.57       | 4 Q         | 98.80       | 4           | 197.37      | Medalha de bronze |
| Aleksandra Perova                 | K-1 feminino  | 93.41      | 2          | 166.04     | 21         | 259.45     | 18         | Não avançou | Não avançou | Não avançou | Não avançou | Não avançou | 18                |

### Canoagem Velocidade
| Atleta                                                            | Evento               | Elim.    | Elim. | Semifinais | Semifinais | Final       | Final            |
| Atleta                                                            | Evento               | Tempo    | Pos.  | Tempo      | Pos.       | Tempo       | Pos.             |
| ----------------------------------------------------------------- | -------------------- | -------- | ----- | ---------- | ---------- | ----------- | ---------------- |
| Maxim Opalev                                                      | C-1 500 m masculino  | 1:47.849 | 1     |            |            | 1:47.140    | Medalha de ouro  |
| Viktor Melantiev                                                  | C-1 1000 m masculino | 4:03.316 | 5     | 4:02.854   | 4          | Não avançou | Não avançou      |
| Aleksandr Kostoglod Sergey Ulegin                                 | C-2 500 m masculino  | 1:41.241 | 2     |            |            | 1:41.282    | Medalha de prata |
| Aleksandr Kostoglod Sergey Ulegin                                 | C-2 1000 m masculino | 3:41.291 | 3     |            |            | 3:44.669    | 8                |
| Anton Ryahov                                                      | K-1 500 m masculino  | 1:37.666 | 2     | 1:42.968   | 2          | 1:38.187    | 5                |
| Anton Ryahov                                                      | K-1 1000 m masculino | 3:38.381 | 4     | 3:37.017   | 5          | Não avançou | Não avançou      |
| Ilya Medvedev Evgeny Salakhov Anton Vasilev Konstantin Vishnyakov | K-4 1000 m masculino | 2:59.518 | 4     | 3:00.459   | 1          | 3:00.654    | 8                |
| Juliana Salahova                                                  | K-1 500 m masculino  | 1:51.628 | 5     | 1:53.603   | 2          | 1:53.973    | 9                |

### Ciclismo Estrada
| Atleta                | Evento                             | Tempo                 | Pos.  |
| --------------------- | ---------------------------------- | --------------------- | ----- |
| Vladimir Karpets      | Corrida em estrada masculina       | 6:24:59 (+1:10)       | 18º   |
| Vladimir Karpets      | Estrada contra o relógio masculino | 1:05:52.38 (+3:40.95) | 17º   |
| Denis Menchov         | Corrida em estrada masculina       | 6:34:26 (+10:37)      | 59º   |
| Denis Menchov         | Estrada contra o relógio masculino | 1:06:10.54 (+3:59.11) | 19º   |
| Vladimir Efimkin      | Corrida em estrada masculina       | DNF                   | DNF   |
| Sergei Ivanov         | Corrida em estrada masculina       | 6:39:42 (+15:53)      | 77º   |
| Alexandr Kolobnev     | Corrida em estrada masculina       | 6:23:49 (+0:00)       | [ 3 ] |
| Natalia Boyarskaya    | Corrida em estrada feminina        | 3:33:45 (+1:21)       | 40º   |
| Natalia Boyarskaya    | Estrada contra o relógio feminino  | 37:14.65 (+2:22.93)   | 16º   |
| Alexandra Burchenkova | Corrida em estrada feminina        | 3:36:32 (+4:08)       | 43º   |
| Julia Martisova       | Corrida em estrada feminina        | 3:32:45 (+0:21)       | 12º   |

### Ciclismo Mountain Bike
| Atleta           | Evento    | Tempo     | Pos.              |
| ---------------- | --------- | --------- | ----------------- |
| Iouri Trofimov   | Masculino | -2 voltas | 41                |
| Vera Andreeva    | Feminino  | -2 voltas | 23                |
| Irina Kalentieva | Feminino  | 1:46:28   | Medalha de bronze |

### Ciclismo Pista
Velocidade
| Atleta                                          | Evento                           | Qual.            | Qual. | 1/16 de final                      | 1/16 de final Repescagem           | 1/8 de final                       | 1/8 de final Repescagem            | Quartas de final                   | Semifinais                         | Finais (5º-12º)                                           | Finais (5º-12º) |
| Atleta                                          | Evento                           | Tempo Velocidade | Pos.  | Adversário, resultado e velocidade | Adversário, resultado e velocidade | Adversário, resultado e velocidade | Adversário, resultado e velocidade | Adversário, resultado e velocidade | Adversário, resultado e velocidade | Adversário, resultado e velocidade                        | Pos.            |
| ----------------------------------------------- | -------------------------------- | ---------------- | ----- | ---------------------------------- | ---------------------------------- | ---------------------------------- | ---------------------------------- | ---------------------------------- | ---------------------------------- | --------------------------------------------------------- | --------------- |
| Denis Dmitriev                                  | Velocidade individual masculino  | 10.565           | 18    | GBR Hoy D                          | NED Mulder AUS French D            | Não avançou                        | Não avançou                        | Não avançou                        | Não avançou                        | Não avançou                                               | 18              |
| Swetlana Grankowskaja                           | Velocidade individual feminino   | 11.544           | 11    |                                    |                                    | CHN Guo D                          | LTU Krupeckaitė NED Hijgenaar D    | Não avançou                        | Não avançou                        | CUB Guerra NED Hijgenaar JPN Tsukuda V 12.192 59.055 km/h | 9               |
| Denis Dmitriev Sergei Kucherov Sergey Polynskiy | Velocidade por equipes masculino | 45.964           | 12    |                                    |                                    |                                    |                                    | Não avançou                        |                                    | Não avançou                                               | 12              |

Perseguição
| Atleta                                                                           | Evento                            | Qual.    | Qual. | 1ª fase                | 1ª fase | Finais                 | Finais |
| Atleta                                                                           | Evento                            | Tempo    | Pos.  | Adversário e resultado | Pos.    | Adversário e resultado | Pos.   |
| -------------------------------------------------------------------------------- | --------------------------------- | -------- | ----- | ---------------------- | ------- | ---------------------- | ------ |
| Alexander Serov                                                                  | Perseguição individual masculino  | 4:23.732 | 8     | GBR Wiggins 4:25.391   | 7       | Não avançou            | 8      |
| Alexei Markov                                                                    | Perseguição individual masculino  | 4:21.498 | 3     | ESP Tauler 4:22.308    | 4       | GBR Burke 4:24.149     | 4      |
| Alexei Markov Alexander Petrovskiy Alexander Serov Nikolay Trusov Evgeny Kovalev | Perseguição por equipes masculino | 4:06.518 | 8     | GBR Grã-Bretanha       | OVL     | Não avançou            | 6      |

Keirin
| Atleta           | Evento    | 1ª fase | Repesc. | 2ª fase     | Finais (7º-12º) | Pos. |
| Atleta           | Evento    | Pos.    | Pos.    | Pos.        | Pos.            | Pos. |
| ---------------- | --------- | ------- | ------- | ----------- | --------------- | ---- |
| Sergey Polynskiy | Masculino | 5       | 4       | Não avançou | Não avançou     | 21   |
| Denis Dmitriev   | Masculino | 6       | 3       | Não avançou | Não avançou     | 17   |

Corridas por pontos
| Atleta                         | Evento                       | Pontos/Voltas | Pos.              |
| ------------------------------ | ---------------------------- | ------------- | ----------------- |
| Mikhail Ignatiev               | Corrida por pontos masculino | 4/0           | 17                |
| Olga Slyusareva                | Corrida por pontos feminino  | 8/0           | 8                 |
| Mikhail Ignatiev Alexei Markov | Madison masculino            | 6/0           | Medalha de bronze |

### Esgrima
| Atleta                                                                   | Evento                       | Fase de 64             | Fase de 32              | Oitavas de final       | Quartas de final       | Semifinais                                            | Final                                   | Pos.            |
| Atleta                                                                   | Evento                       | Adversário e resultado | Adversário e resultado  | Adversário e resultado | Adversário e resultado | Adversário e resultado                                | Adversário e resultado                  | Pos.            |
| ------------------------------------------------------------------------ | ---------------------------- | ---------------------- | ----------------------- | ---------------------- | ---------------------- | ----------------------------------------------------- | --------------------------------------- | --------------- |
| Anton Avdeev                                                             | Espada individual masculino  |                        | FRA Robeiri D 11-15     | Não avançou            | Não avançou            | Não avançou                                           | Não avançou                             | 22              |
| Nikolay Kovalev                                                          | Sabre individual masculino   | GBR O'Connell V 15-14  | ESP Jaime Marti D 12-15 | Não avançou            | Não avançou            | Não avançou                                           | Não avançou                             | 26              |
| Stanislav Pozdniakov                                                     | Sabre individual masculino   |                        | FRA Lopez D 8-15        | Não avançou            | Não avançou            | Não avançou                                           | Não avançou                             | 17              |
| Alexey Yakimenko                                                         | Sabre individual masculino   |                        | BLR Buikevich D 9-15    | Não avançou            | Não avançou            | Não avançou                                           | Não avançou                             | 21              |
| Nikolay Kovalev Stanislav Pozdniakov Alexey Yakimenko                    | Sabre por equipes masculino  |                        |                         |                        | CHN China V 45:36      | USA Estados Unidos D 44:45                            | Decisão do bronze ITA Itália D 44:45    | 4               |
| Tatiana Logounova                                                        | Espada individual feminino   |                        | SWE Samuelsson D 6-15   | Não avançou            | Não avançou            | Não avançou                                           | Não avançou                             | 17              |
| Lubov Shutova                                                            | Espada individual feminino   |                        |                         | HUN Szász V 15-12      | ROU Branza D 13-15     | Não avançou                                           | Não avançou                             | 6               |
| Aida Chanayeva                                                           | Florete individual feminino  |                        | POL Gruchala V 12-11    | ITA Trillini D 3-15    | Não avançou            | Não avançou                                           | Não avançou                             | 14              |
| Evgeniya Lamonova                                                        | Florete individual feminino  |                        | GER Schache V 15-2      | HUN Mohamed V 15-5     | ITA Granbassi D 7-12   | Não avançou                                           | Não avançou                             | 6               |
| Victoria Nikishina                                                       | Florete individual feminino  |                        | ISR Hatuel V 10-9       | ITA Granbassi D 4-11   | Não avançou            | Não avançou                                           | Não avançou                             | 15              |
| Ekaterina Diatchenko                                                     | Sabre individual feminino    |                        | JPN Hisagae V 15-10     | UKR Khomrova D 14-15   | Não avançou            | Não avançou                                           | Não avançou                             | 9               |
| Elena Netchaeva                                                          | Sabre individual feminino    |                        | POL Wieckowska D 12-15  | Não avançou            | Não avançou            | Não avançou                                           | Não avançou                             | 17              |
| Sofiya Velikaya                                                          | Sabre individual feminino    |                        | UKR Pundyk V 15-7       | ITA Bianco V 15-6      | CHN Xue V 15-9         | USA Jacobson D 11-15                                  | Decisão do bronze USA Ward D 14-15      | 4               |
| Svetlana Boiko Aida Chanayeva Evgeniya Lamonova Victoria Nikishina       | Florete por equipes feminino |                        |                         |                        | EGY Egito V 45-23      | ITA Itália V 22-21                                    | USA Estados Unidos V 28-21              | Medalha de ouro |
| Ekaterina Diatchenko Ekaterina Fedorkina Elena Netchaeva Sofiya Velikaya | Sabre por equipes feminino   |                        |                         |                        | UKR Ucrânia D 34:45    | Disputa do 5º ao 8º lugares RSA África do Sul V 45:13 | Decisão do 5º lugar POL Polônia V 45:36 | 5               |

### Ginástica artística
Masculino
| Atleta | Evento             | Aparelho | Aparelho | Aparelho | Aparelho | Aparelho | Aparelho | Qualificatória | Qualificatória | Final       | Final             |
| Atleta | Evento             | VT       | FX       | PH       | SR       | PB       | HB       | Total          | Pos.           | Total       | Pos.              |
| --- | ------------------ | -------- | -------- | -------- | -------- | -------- | -------- | -------------- | -------------- | ----------- | ----------------- |
| Maxim Devyatovsky                                                                                           | Individual Geral   | 15.825   | 15.300   | 13.300   | 15.375   | 15.425   | 15.125   | 90.350         | 14 Q           | 91.700      | 6                 |
| Anton Golotsutskov                                                                                          | Individual Geral   | 16.550   | 15.300   | 12.325   | 15.075   |          | 14.300   | 73.850         | 57             | Não avançou | Não avançou       |
| Anton Golotsutskov                                                                                          | Salto              | 16.550   |          |          |          |          |          | 16.550         | 6 Q            | 16.475      | Medalha de bronze |
| Anton Golotsutskov                                                                                          | Solo               |          | 15.300   |          |          |          |          | 15.300         | 7 Q            | 15.725      | Medalha de bronze |
| Sergei Khorokhordin                                                                                         | Individual Geral   | 15.725   | 14.975   | 14.800   | 15.075   | 15.875   | 15.350   | 91.800         | 7 Q            | 91.700      | 5                 |
| Nikolai Kryukov                                                                                             | Individual Geral   | 16.200   |          | 14.850   |          | 16.175   | 15.050   | 62.275         | 60             | Não avançou | Não avançou       |
| Nikolai Kryukov                                                                                             | Barras paralelas   |          |          |          |          | 16.175   |          | 16.175         | 2 Q            | 15.150      | 8                 |
| Konstantin Pluzhnikov                                                                                       | Individual Geral   |          | 14.450   |          | 14.275   | 14.950   |          | 43.675         | 79             | Não avançou | Não avançou       |
| Yuri Ryazanov                                                                                               | Individual Geral   | 15.550   | 14.600   | 14.450   | 15.100   | 15.625   | 14.800   | 90.125         | 17             | Não avançou | Não avançou       |
| Maxim Devyatovsky Anton Golotsutskov Sergei Khorokhordin Nikolai Kryukov Alexander Pluzhnikov Yuri Ryazanov | Equipes masculinas |          |          |          |          |          |          | 366.225        | 3 Q            | 274.300     | 6                 |

Feminino
| Atleta | Evento              | Aparelho | Aparelho | Aparelho | Aparelho | Qualificatória | Qualificatória | Final       | Final       |
| Atleta | Evento              | VT       | FX       | UB       | BB       | Total          | Pos.           | Total       | Pos.        |
| --- | ------------------- | -------- | -------- | -------- | -------- | -------------- | -------------- | ----------- | ----------- |
| Ksenia Afanasieva                                                                                         | Individual Geral    | 15.175   | 15.025   | 14.825   | 15.775 Q | 60.800         | 6              | Não avançou | Não avançou |
| Ksenia Afanasieva                                                                                         | Trave               |          |          |          | 15.775   | 15.775         | 6 Q            | 14.825      | 7           |
| Svetlana Klyukina                                                                                         | Individual Geral    | 15.175   | 13.950   | 14.975   |          | 44.100         | 66             | Não avançou | Não avançou |
| Ekaterina Kramarenko                                                                                      | Individual Geral    | 15.150   | 15.150   | 15.500   | 14.625   | 60.425         | 10             | Não avançou | Não avançou |
| Ekaterina Kramarenko                                                                                      | Solo                |          | 15.150   |          |          | 15.150         | 6 Q            | 15.025      | 5           |
| Anna Pavlova                                                                                              | Individual Geral    | 15.350   | 15.125   | 14.600   | 15.825   | 60.900         | 5 Q            | 60.825      | 7           |
| Anna Pavlova                                                                                              | Salto               | 15.350   |          |          |          | 15.350         | 5 Q            | 7.812       | 8           |
| Anna Pavlova                                                                                              | Solo                |          | 15.125   |          |          | 15.125         | 7 Q            | 14.125      | 8           |
| Anna Pavlova                                                                                              | Trave               |          |          |          | 15.825   | 15.825         | 5 Q            | 15.900      | 4           |
| Ksenia Semenova                                                                                           | Individual Geral    | 14.750   | 14.472   | 16.425   | 15.775   | 61.475         | 4 Q            | 61.925      | 4           |
| Ksenia Semenova                                                                                           | Barras assimétricas |          |          | 16.425   |          | 16.425         | 2 Q            | 16.325      | 6           |
| Lyudmila Grebenkova                                                                                       | Individual Geral    |          |          | 14.600   |          | 14.600         | 98             | Não avançou | Não avançou |
| Ksenia Afanasieva Svetlana Klyukina Ekaterina Kramarenko Anna Pavlova Ksenia Semenova Lyudmila Grebenkova | Equipes femininas   |          |          |          |          | 244.400        | 3 Q            | 180.625     | 4           |

### Ginástica rítmica
| Atleta          | Evento           | Preliminar | Preliminar | Preliminar | Preliminar | Preliminar | Preliminar | Final  | Final  | Final  | Final  | Final  | Final           |
| Atleta          | Evento           | Corda      | Arco       | Maças      | Fita       | Total      | Pos.       | Corda  | Arco   | Maças  | Fita   | Total  | Pos.            |
| --------------- | ---------------- | ---------- | ---------- | ---------- | ---------- | ---------- | ---------- | ------ | ------ | ------ | ------ | ------ | --------------- |
| Evgenia Kanaeva | Individual Geral | 17.850     | 18.700     | 18.700     | 18.825     | 74.075     | 1 Q        | 18.850 | 18.850 | 18.950 | 18.850 | 75.500 | Medalha de ouro |
| Olga Kapranova  | Individual Geral | 18.350     | 18.475     | 18.200     | 17.875     | 72.900     | 2 Q        | 18.200 | 18.500 | 16.950 | 18.050 | 71.700 | 4               |

| Atleta                                                                                             | Evento  | Preliminar | Preliminar      | Preliminar | Preliminar | Final    | Final           | Final  | Final           |
| Atleta                                                                                             | Evento  | 5 cordas   | 3 arcos 2 maças | Total      | Pos.       | 5 cordas | 3 arcos 2 maças | Total  | Pos.            |
| -------------------------------------------------------------------------------------------------- | ------- | ---------- | --------------- | ---------- | ---------- | -------- | --------------- | ------ | --------------- |
| Margarita Aliychuk Anna Gavrilenko Tatiana Gorbunova Elena Posevina Darya Shkurihina Natalia Zueva | Equipes | 17.000     | 17.700          | 34.700     | 2 Q        | 17.750   | 17.800          | 35.550 | Medalha de ouro |

### Ginástica de trampolim
| Atleta            | Evento    | Elim.  | Elim. | Final       | Final       |
| Atleta            | Evento    | Escore | Pos.  | Escore      | Pos.        |
| ----------------- | --------- | ------ | ----- | ----------- | ----------- |
| Alexander Rusakov | Masculino | 69.90  | 6     | 38.50       | 7           |
| Dmitri Ushakov    | Masculino | 71.50  | 3     | 38.80       | 6           |
| Natalia Chernova  | Feminino  | 63.00  | 11    | Não avançou | Não avançou |
| Irina Karavaeva   | Feminino  | 66.40  | 2     | 36.20       | 5           |

### Halterofilismo
| Atleta               | Evento            | Arranque | Arranque | Arremesso | Arremesso | Total  | Pos.              |
| Atleta               | Evento            | Res.     | Pos.     | Res.      | Pos.      | Total  | Pos.              |
| -------------------- | ----------------- | -------- | -------- | --------- | --------- | ------ | ----------------- |
| Oleg Perepetchenov   | -77 kg masculino  | 162 kg   | 5        | 192 kg    | 9         | 354 kg | 5                 |
| Khadjimourad Akkaev  | -94 kg masculino  | 185 kg   | 1        | 217 kg    | 4         | 402 kg | Medalha de bronze |
| Roman Konstantinov   | -94 kg masculino  | 175 kg   | 8        | 212 kg    | 8         | 387 kg | 8                 |
| Dmitriy Klokov       | -105 kg masculino | 193 kg   | 3        | 230 kg    | 3         | 423 kg | Medalha de prata  |
| Dmitry Lapikov       | -105 kg masculino | 190 kg   | 5        | 230 kg    | 2         | 420 kg | Medalha de bronze |
| Evgeny Chigishev     | +105 kg masculino | 210 kg   | 1        | 250 kg    | 2         | 460 kg | Medalha de prata  |
| Marina Shainova      | -58 kg feminino   | 98 kg    | 5        | 129 kg    | 3         | 227 kg | Medalha de prata  |
| Svetlana Tsarukaeva  | -63 kg feminino   | DNF      | DNF      | DNF       | DNF       | DNF    | DNF               |
| Oxana Slivenko       | -69 kg feminino   | 115 kg   | 2        | 140 kg    | 2         | 255 kg | Medalha de prata  |
| Nadezhda Evstyukhina | -75 kg feminino   | 117 kg   | 3        | 147 kg    | 2         | 264 kg | Medalha de bronze |

### Handebol
Masculino
| Equipe | Fase de grupos                                                                                              | Fase de grupos | Quartas de final       | Semifinal                                         | Final                                   | Pos. |
| Equipe | Adversário e resultado                                                                                      | Pos.           | Adversário e resultado | Adversário e resultado                            | Adversário e resultado                  | Pos. |
| --- | --- | -------------- | ---------------------- | ------------------------------------------------- | --------------------------------------- | ---- |
| Oleg Grams Vasily Filippov Denis Krivoshlykov Egor Evdokimov Alexander Chernoivanov Alexey Rastvortsev Alexey Kostygov Alexey Kamanin Samvel Aslanyan Eduard Kokcharov Dmitry Kovalev Timur Dibirov Konstantin Igropulo Vitali Ivanov | ISL Islândia D 31-33 EGY Egito V 29-27 DEN Dinamarca D 24-25 GER Alemanha E 24-24 KOR Coreia do Sul V 29-22 | 4º (gr. B)     | FRA França D 24-27     | Disputa do 5º ao 8º lugares DEN Dinamarca V 28-27 | Disputa do 5º lugar POL Polônia D 28-29 | 6º   |

Feminino
| Equipe | Fase de grupos                                                                                           | Fase de grupos | Quartas de final       | Semifinal              | Final                  | Pos.             |
| Equipe | Adversário e resultado                                                                                   | Pos.           | Adversário e resultado | Adversário e resultado | Adversário e resultado | Pos.             |
| --- | --- | -------------- | ---------------------- | ---------------------- | ---------------------- | ---------------- |
| Inna Suslina Irina Poltoratskaya Oxana Romenskaya Lyudmila Postnova Anna Kareyeva Yekaterina Andryushina Yana Uskova Yelena Polenova Emilia Turey Natalia Shipilova Maria Sidorova Yekaterina Marennikova Yelena Dmitriyeva Irina Bliznova | KOR Coreia do Sul E 29-29 SWE Suécia V 28-24 BRA Brasil V 28-19 HUN Hungria V 33-24 GER Alemanha V 30-29 | 1º (gr. B)     | FRA França V 32-31     | HUN Hungria V 22-20    | NOR Noruega D 34-27    | Medalha de prata |

### Hipismo
Adestramento
| Alexandra Korelova  | Balagur       | Individual | 68.500 | 15 | 71.400      | 5           | 73.850      | 8           | 72.625      | 6           |             |             |
| Tatiana Miloserdova | Wat A Feeling | Individual | 61.875 | 37 | Não avançou | Não avançou | Não avançou | Não avançou | Não avançou | Não avançou | Não avançou | Não avançou |

CCE
| Atleta           | Cavalo  | Evento     | Adestramento | Adestramento | Cross-country | Cross-country | Saltos | Saltos | Saltos      | Saltos      | Total  | Total |
| Atleta           | Cavalo  | Evento     | Adestramento | Adestramento | Cross-country | Cross-country | Qual.  | Qual.  | Final       | Final       | Total  | Total |
| Atleta           | Cavalo  | Evento     | Pen.         | Pos.         | Pen.          | Pos.          | Pen.   | Pos.   | Pen.        | Pos.        | Pen.   | Pos.  |
| ---------------- | ------- | ---------- | ------------ | ------------ | ------------- | ------------- | ------ | ------ | ----------- | ----------- | ------ | ----- |
| Igor Atrohov     | Elkasar | Individual | 65.20        | 64           | DSQ           | DSQ           | DSQ    | DSQ    | DSQ         | DSQ         | DSQ    | DSQ   |
| Valery Martyshev | Kinzhal | Individual | 64.40        | 62           | 60.40         | 52            | 12.00  | 48     | Não avançou | Não avançou | 136.80 | 48    |

Saltos
| Atleta           | Cavalo      | Evento     | Fase 1 | Fase 1 | Fase 2 | Fase 2 | Fase 2 | Fase 3      | Fase 3      | Fase 3      | Final       | Final       | Final       | Final       | Final       | Final       |
| Atleta           | Cavalo      | Evento     | Fase 1 | Fase 1 | Fase 2 | Fase 2 | Fase 2 | Fase 3      | Fase 3      | Fase 3      | Fase A      | Fase A      | Fase B      | Fase B      | Total       | Total       |
| Atleta           | Cavalo      | Evento     | Pen.   | Pos.   | Pen.   | Total  | Pos.   | Pen.        | Total       | Pos.        | Pen.        | Pos.        | Pen.        | Pos.        | Pen.        | Pos.        |
| ---------------- | ----------- | ---------- | ------ | ------ | ------ | ------ | ------ | ----------- | ----------- | ----------- | ----------- | ----------- | ----------- | ----------- | ----------- | ----------- |
| Ljubov Kochetova | Ilion Kilen | Individual | 8      | 49     | 33     | 41     | 61     | Não avançou | Não avançou | Não avançou | Não avançou | Não avançou | Não avançou | Não avançou | Não avançou | Não avançou |

### Judô
| Atleta            | Evento            | Fase de 32                    | Oitavas-de-final          | Quartas-de-final            | Semifinais                   | Repescagem 1ª fase          | Repescagem Quartas-de-final | Repescagem Semifinais   | Finais                                       |
| Atleta            | Evento            | Adversário e resultado        | Adversário e resultado    | Adversário e resultado      | Adversário e resultado       | Adversário e resultado      | Adversário e resultado      | Adversário e resultado  | Adversário e resultado                       |
| ----------------- | ----------------- | ----------------------------- | ------------------------- | --------------------------- | ---------------------------- | --------------------------- | --------------------------- | ----------------------- | -------------------------------------------- |
| Ruslan Kishmakov  | −60 kg masculino  | YEM Khousrof V 0200/0000      | CHN Liu V 0100/0000       | FRA Dragin D 0000/0002      | Não avançou                  |                             | ISR Yekutiel D 0000/0001    | Não avançou             | Não avançou                                  |
| Alim Gadanov      | −66 kg masculino  | AZE Gasimov V 0120/0101       | HUN Ungvari V 0011/0002   | FRA Darbelet D 0010/1010    | Não avançou                  |                             | CAN Mehmedovic V 1000/0000  | ITA Casale V 1002/0010  | Disputa do bronze CUB Arencibia D 0001/0010  |
| Salamu Mezhidov   | −73 kg masculino  | UKR Bilodid D 0000/1000       | Não avançou               | Não avançou                 | Não avançou                  | Não avançou                 | Não avançou                 | Não avançou             | Não avançou                                  |
| Alibek Bashkaev   | −81 kg masculino  | MAR Attaf D 0001/1000         | Não avançou               | Não avançou                 | Não avançou                  | Não avançou                 | Não avançou                 | Não avançou             | Não avançou                                  |
| Ivan Pershin      | −90 kg masculino  | RSA Trezise V 1000 / 0000     | ARG Rosati V 1000 / 0000  | BLR Kazusenok V 1010 / 0000 | GEO Tsirekidze D 0000 / 1002 |                             |                             |                         | Disputa do bronze SUI Aschwanden D 0020/1000 |
| Ruslan Gasymov    | −100 kg masculino | GER Behrla D 0001/1100        | Não avançou               | Não avançou                 | Não avançou                  | Não avançou                 | Não avançou                 | Não avançou             | Não avançou                                  |
| Tamerlan Tmenov   | +100 kg masculino | NED van der Geest V 0101/0000 | CHN Pan V 0200/0000       | JPN Ishii D 0000/1100       | Não avançou                  |                             | ITA Bianchessi V 0010/0000  | IRI Roudaki D 0001/1010 | Não avançou                                  |
| Ludmila Bogdanova | −48 kg feminino   |                               | CUB Bermoy D 0001/0010    | Não avançou                 | Não avançou                  | ECU Miranda V 1000/0010     | GER Baschin V 0001/0000     | POR Hormigo V 0100/0001 | Disputa do bronze JPN Tani D 0000/0001       |
| Anna Kharitonova  | −52 kg feminino   |                               | POR Monteiro D 0000/0211  | Não avançou                 | Não avançou                  | Não avançou                 | Não avançou                 | Não avançou             | Não avançou                                  |
| Vera Koval        | −63 kg feminino   | NED Willeboordse D 0010/0012  | Não avançou               | Não avançou                 | Não avançou                  | Não avançou                 | Não avançou                 | Não avançou             | Não avançou                                  |
| Yulia Kuzina      | −70 kg feminino   |                               | HUN Meszaros D 0002/ 0010 | Não avançou                 | Não avançou                  | Não avançou                 | Não avançou                 | Não avançou             | Não avançou                                  |
| Vera Moskalyuk    | −78 kg feminino   | ESP San Miguel D 0000/0002    | Não avançou               | Não avançou                 | Não avançou                  | BRA Silva D 0000/0021       | Não avançou                 | Não avançou             | Não avançou                                  |
| Tea Donguzashvili | +78 kg feminino   | CHN Tong D 0000/1000          | Não avançou               | Não avançou                 | Não avançou                  | UKR Prokof'yeva V 0100/0000 | KOR Kim D 0000/1000         | Não avançou             | Não avançou                                  |

### Lutas
Livre
| Atleta             | Evento            | Preliminar             | 1/8 Final              | Quartas de final       | Semifinais                | Repescagem Fase 1      | Repescagem Fase 2      | Final                                     | Pos.              |
| Atleta             | Evento            | Adversário e resultado | Adversário e resultado | Adversário e resultado | Adversário e resultado    | Adversário e resultado | Adversário e resultado | Adversário e resultado                    | Pos.              |
| ------------------ | ----------------- | ---------------------- | ---------------------- | ---------------------- | ------------------------- | ---------------------- | ---------------------- | ----------------------------------------- | ----------------- |
| Besik Kudukhov     | −55 kg masculino  |                        | MGL Naranbaatar V 2:0  | IRI Dabbaghi V 7:0     | JPN Matsunaga D F         |                        |                        | Disputa do bronze UZB Mansurov V 3:0      | Medalha de bronze |
| Mavlet Batirov     | −60 kg masculino  | AZE Huseynov V 2:0     | CUB Quintana V 6:1     | MKD Ramazanov V 3:0    | IRI Mohammadi V 2:0       |                        |                        | UKR Fedoryshyn V 3:1                      | Medalha de ouro   |
| Irbek Farniev      | −66 kg masculino  | ARM Markosyan V 7:2    | MGL Buyanjav V 5:3     | KAZ Spiridonov D 3:2   | Não avançou               | Não avançou            | Não avançou            | Não avançou                               | 7                 |
| Buvaisar Saitiev   | −74 kg masculino  | KOR Cho V 8:2          | TUR Gulhan V 5:0       | CUB Fundora V 4:1      | BUL Terziev V F           |                        |                        | UZB Tigiev V 4:2                          | Medalha de ouro   |
| Georgy Ketoev      | −84 kg masculino  | CHN Wang V 5:3         | UZB Sokhiev V 9:2      | AZE Temrezov V 4:4     | GEO Mindorashvili D F     |                        |                        | Disputa do bronze GER Bichinashvili V 5:4 | Medalha de bronze |
| Shirvani Muradov   | −96 kg masculino  |                        | UKR Tibilov V 2:1      | TUR Koç V 3:0          | AZE Gazyumov V 3:1        |                        |                        | KAZ Tigiyev V 2:0                         | Medalha de ouro   |
| Bakhtiyar Akhmedov | −120 kg masculino | BUL Boyadzhiev V 4:0   | IRI Masoumi V F        | USA Mocco V 3:1        | KAZ Mutalimov V 7:0       |                        |                        | UZB Taymazov D 0:4                        | Medalha de prata  |
| Zamira Rakhmanova  | −48 kg feminino   |                        | FRA Boubryemm D 3:6    | Não avançou            | Não avançou               | Não avançou            | Não avançou            | Não avançou                               | 11                |
| Natalya Golts      | −55 kg feminino   |                        | AZE Komarova V 5:0     | JPN Yoshida D 1:6      | Não avançou               |                        | SWE Nerell D 3:2       | Não avançou                               | 8                 |
| Alyona Kartashova  | −63 kg feminino   |                        | KAZ Shalygina V 4:0    | BUL Vaseva V 8:1       | FRA Golliot-Legrand V 9:3 |                        |                        | JPN Icho D 0:3                            | Medalha de prata  |
| Elena Perepelkina  | −72 kg feminino   |                        | JPN Hamaguchi D 1:2    | Não avançou            | Não avançou               | Não avançou            | Não avançou            | Não avançou                               | 11                |

Greco-Romana
| Atleta                | Evento            | Preliminar             | 1/8 Final              | Quartas de final       | Semifinais             | Repescagem Fase 1      | Repescagem Fase 2      | Final                  | Pos.             |
| Atleta                | Evento            | Adversário e resultado | Adversário e resultado | Adversário e resultado | Adversário e resultado | Adversário e resultado | Adversário e resultado | Adversário e resultado | Pos.             |
| --------------------- | ----------------- | ---------------------- | ---------------------- | ---------------------- | ---------------------- | ---------------------- | ---------------------- | ---------------------- | ---------------- |
| Nazir Mankiev         | −55 kg masculino  | UZB Hafizov V 6:1      | SRB Fris V 9:0         | IRI Sourian V 4:4      | KOR Park V 9:2         |                        |                        | AZE Bayramov V 6:5     | Medalha de ouro  |
| Islam-Beka Albiev     | −60 kg masculino  |                        | TUR Sucu V 12:0        | CUB Monzon V 8:0       | KGZ Tumenbaev V 10:0   |                        |                        | AZE Rahimov V 6:0      | Medalha de ouro  |
| Sergey Kovalenko      | −66 kg masculino  |                        | ALG Serir V 12:0       | BUL Gergov D 7:7       | Não avançou            | Não avançou            | Não avançou            | Não avançou            | 7                |
| Varteres Samourgachev | −74 kg masculino  | DEN Madsen V 7:1       | AZE Abdulov V F        | HUN Bacsi D 3:6        | Não avançou            | Não avançou            | Não avançou            | Não avançou            | 7                |
| Alexey Mishine        | −84 kg masculino  |                        | KAZ Samokhin V 5:1     | ITA Minguzzi D 5:3     | Não avançou            |                        | FRA Noumonvi D 5:2     | Não avançou            | 9                |
| Aslanbek Khushtov     | −96 kg masculino  | KAZ Mambetov V 10:0    | ITA Timoncini V 8:0    | LTU Ezerskis V 9:0     | CZE Svec V F           |                        |                        | GER Englich V 9:0      | Medalha de ouro  |
| Khasan Baroyev        | −120 kg masculino |                        | IRI Hashemzadeh V 8:0  | LTU Mizgaitis V 5:1    | FRA Szczepaniak V 3:2  |                        |                        | CUB Lopez D 1:6        | Medalha de prata |

### Nado sincronizado
| Atleta | Evento  | Rotina técnica | Rotina técnica | Rotina livre (Preliminar) | Rotina livre (Preliminar) | Rotina livre (Preliminar) | Rotina livre (Preliminar) | Rotina livre (Final) | Rotina livre (Final) | Rotina livre (Final) | Rotina livre (Final) |
| Atleta | Evento  | Pts.           | Pos.           | Pts.                      | Pos.                      | Total Pts.                | Pos.                      | Pts.                 | Pos.                 | Total Pts.           | Pos.                 |
| --- | ------- | -------------- | -------------- | ------------------------- | ------------------------- | ------------------------- | ------------------------- | -------------------- | -------------------- | -------------------- | -------------------- |
| Anastasia Davydova Anastasia Ermakova | Dueto   | 49.334         | 1              | 49.500                    | 1                         | 98.834                    | 1 Q                       | 49.917               | 1                    | 99.251               | Medalha de ouro      |
| Anastasia Davydova Anastasia Ermakova Maria Gromova Natalia Ishchenko Elvira Khasyanova Olga Kuzhela Yelena Ovchinnikova Anna Shorina Svetlana Romashina | Equipes | 49.500         | 1              |                           |                           |                           |                           | 50.000               | 1                    | 99.500               | Medalha de ouro      |

### Natação
| Atleta                                                                                              | Evento                    | Elim.      | Elim. | Semifinal   | Semifinal   | Final       | Final             |
| Atleta                                                                                              | Evento                    | Tempo      | Pos.  | Tempo       | Pos.        | Tempo       | Pos.              |
| --------------------------------------------------------------------------------------------------- | ------------------------- | ---------- | ----- | ----------- | ----------- | ----------- | ----------------- |
| Stanislav Donets                                                                                    | 100 m costas masculino    | 54.18      | 11 Q  | 54.57       | 14          | Não avançou | Não avançou       |
| Stanislav Donets                                                                                    | 200 m costas masculino    | 1:58.68    | 14 Q  | 1:59.87     | 16          | Não avançou | Não avançou       |
| Evgeny Drattsev                                                                                     | 10 km masculino           |            |       |             |             | 1:52:08.9   | 5                 |
| Vladimir Dyatchin                                                                                   | 10 km masculino           |            |       |             |             | DSQ         | DSQ               |
| Grigory Falko                                                                                       | 200 m peito masculino     | 2:11.88    | 23    | Não avançou | Não avançou | Não avançou | Não avançou       |
| Andrey Grechin                                                                                      | 50 m livre masculino      | 22.20      | 17    | Não avançou | Não avançou | Não avançou | Não avançou       |
| Andrey Grechin                                                                                      | 100 m livre masculino     | 48.50      | 14 Q  | 48.71       | 14          | Não avançou | Não avançou       |
| Danila Izotov                                                                                       | 200 m livre masculino     | 1:46.80    | 7 Q   | 1:47.24     | 9           | Não avançou | Não avançou       |
| Dmitry Komornikov                                                                                   | 100 m peito masculino     | 1:01.82    | 34    | Não avançou | Não avançou | Não avançou | Não avançou       |
| Evgeny Korotyshkin                                                                                  | 100 m borboleta masculino | 52.30      | 24    | Não avançou | Não avançou | Não avançou | Não avançou       |
| Andrey Krylov                                                                                       | 400 m medley masculino    | 4:14.55    | 13    | Não avançou | Não avançou | Não avançou | Não avançou       |
| Evgeny Lagunov                                                                                      | 50 m livre masculino      | 22.30      | 18    | Não avançou | Não avançou | Não avançou | Não avançou       |
| Evgeny Lagunov                                                                                      | 100 m livre masculino     | 48.59      | 21    | Não avançou | Não avançou | Não avançou | Não avançou       |
| Nikita Lobintsev                                                                                    | 400 m livre masculino     | 3:43.45    | 4 Q   |             |             | 3:48.29     | 8                 |
| Nikita Lobintsev                                                                                    | 1500 m livre masculino    | 15:35.47   | 31    |             |             | Não avançou | Não avançou       |
| Yury Prilukov                                                                                       | 4000 m livre masculino    | 3:44.82    | 8 Q   |             |             | 3:43.97     | 7                 |
| Yury Prilukov                                                                                       | 1500 m livre masculino    | 4:41.13 ER | 3     |             |             | 14:43.21    | 4                 |
| Nikolay Skvortsov                                                                                   | 100 m borboleta masculino | 52.26      | 20    | Não avançou | Não avançou | Não avançou | Não avançou       |
| Nikolay Skvortsov                                                                                   | 200 m borboleta masculino | 1:55.33    | 6 Q   | 1:54.31     | 3 Q         | 1:55.14     | 8                 |
| Roman Sloudnov                                                                                      | 100 m peito masculino     | 1:00.20    | 7 Q   | 1:00.10     | 6 Q         | 59.87       | 6                 |
| Alexander Sukhorukov                                                                                | 200 m livre masculino     | 1:47.97    | 19    | Não avançou | Não avançou | Não avançou | Não avançou       |
| Alexander Tikhonov                                                                                  | 200 m medley masculino    | 2:01.21    | 22    | Não avançou | Não avançou | Não avançou | Não avançou       |
| Alexander Tikhonov                                                                                  | 400 m medley masculino    | 4:16.49    | 16    |             |             | Não avançou | Não avançou       |
| Arkady Vyatchanin                                                                                   | 100 m costas masculino    | 53.64      | 2 Q   | 53.06 ER    | 3 Q         | 53.18       | Medalha de bronze |
| Arkady Vyatchanin                                                                                   | 200 m costas masculino    | 1:56.97    | 4 Q   | 1:56.85     | =8 Q[a]     | 1:54.93 ER  | Medalha de bronze |
| Alexei Zinoviev                                                                                     | 200 m peito masculino     | 2:16.40    | 45    | Não avançou | Não avançou | Não avançou | Não avançou       |
| Andrey Grechin Sergey Fesikov Evgeny Lagunov Andrey Kapralov                                        | 4x100 m livre masculino   | 3:14.07    | 9     |             |             | Não avançou | Não avançou       |
| Danila Izotov Evgeny Lagunov Nikita Lobintsev Alexander Sukhorukov Mikhail Polischuk                | 4x200 m livre masculino   | 7:07.86    | 3 Q   |             |             | 7:03.70 ER  | Medalha de prata  |
| Arkady Vyatchanin Roman Sloudnov Nikolay Skvortsov Andrey Grechin Evgeny Korotyshkin Evgeny Lagunov | 4x100 m medley masculino  | 3:33.59 ER | 4 Q   |             |             | 3:31.92 ER  | 4                 |
| Anastasia Aksenova                                                                                  | 50 m livre feminino       | 25.51      | 28    | Não avançou | Não avançou | Não avançou | Não avançou       |
| Anastasia Aksenova                                                                                  | 100 m livre feminino      | 55.29      | 25    | Não avançou | Não avançou | Não avançou | Não avançou       |
| Daria Belyakina                                                                                     | 200 m livre feminino      | 1:59.72    | 20    | Não avançou | Não avançou | Não avançou | Não avançou       |
| Daria Belyakina                                                                                     | 400 m livre feminino      | 4:16.21    | 28    |             |             | Não avançou | Não avançou       |
| Irina Bespalova                                                                                     | 100 m borboleta feminino  | 58.92      | 22    | Não avançou | Não avançou | Não avançou | Não avançou       |
| Elena Bogomazova                                                                                    | 100 m peito feminino      | 1:08.63    | 18    | Não avançou | Não avançou | Não avançou | Não avançou       |
| Olga Detenyuk                                                                                       | 200 m peito feminino      | 2:27.87    | 20    | Não avançou | Não avançou | Não avançou | Não avançou       |
| Yuliya Efimova                                                                                      | 100 m peito feminino      | 1:06.08 ER | 2 Q   | 1:07.50     | 5 Q         | 1:07.43     | 4                 |
| Yuliya Efimova                                                                                      | 200 m peito feminino      | 2:25.07    | 8 Q   | 2:24.00     | 6 Q         | 2:23.76     | 5                 |
| Larisa Ilchenko                                                                                     | 10 km feminino            |            |       |             |             | 1:59:27.7   | Medalha de ouro   |
| Svetlana Karpeeva                                                                                   | 200 m medley feminino     | 2:12.94    | 16 Q  | 2:13.26     | 13          | Não avançou | Não avançou       |
| Svetlana Karpeeva                                                                                   | 400 m medley feminino     | 4:50.22    | 31    | Não avançou | Não avançou | Não avançou | Não avançou       |
| Stanislava Komarova                                                                                 | 200 m costas feminino     | 2:09.93    | 13 Q  | 2:10.50     | 14          | Não avançou | Não avançou       |
| Yana Martynova                                                                                      | 200 m borboleta feminino  | 2:12.47    | 25    | Não avançou | Não avançou | Não avançou | Não avançou       |
| Yana Martynova                                                                                      | 400 m medley feminino     | 4:36.25    | 5 Q   |             |             | 4:40.04     | 7                 |
| Ksenia Moskvina                                                                                     | 100 m costas feminino     | 1:00.70    | 16 Q  | 1:01.06     | 14 Q        | Não avançou | Não avançou       |
| Elena Sokolova                                                                                      | 800 m livre feminino      | 8:23.07    | 6 Q   |             |             | 8:29.79     | 7                 |
| Nataliya Sutyagina                                                                                  | 100 m borboleta feminino  | 58.32      | 11 Q  | 59.07       | 14          | Não avançou | Não avançou       |
| Anastasia Zueva                                                                                     | 100 m costas feminino     | 59.61      | 3Q    | 59.77       | 4 Q         | 59.40       | 5                 |
| Anastasia Zueva                                                                                     | 200 m costas feminino     | 2:09.01    | 5 Q   | 2:09.07     | 8 Q         | 2:07.88     | 4                 |
| Anastasia Aksenova Elena Sokolova Daria Belyakina Svetlana Karpeeva                                 | 4x100 m livre feminino    | 3:42.52    | 12    |             |             | Não avançou | Não avançou       |
| Ksenia Moskvina Yuliya Efimova Nataliya Sutyagina Anastasia Aksenova Anastasia Zueva                | 4x100 m medley feminino   | 3:59.66    | 5 Q   |             |             | 3:57.84     | 5                 |

a O atleta se classificou em um "swim-off", uma disputa pela última vaga apenas entre os nadadores que empatam no tempo.

### Pentatlo moderno
| Atleta                  | Evento    | Tiro | Esgrima | Natação | Hipismo | Corrida | Total de pontos | Pos.            |
| ----------------------- | --------- | ---- | ------- | ------- | ------- | ------- | --------------- | --------------- |
| Ilia Frolov             | Masculino | 1072 | 832     | 1312    | 828     | 1224    | 5268            | 20              |
| Andrey Moiseev          | Masculino | 1168 | 1024    | 1332    | 1060    | 1048    | 5632            | Medalha de ouro |
| Evdokia Gretchichnikova | Feminino  | 1072 | 880     | 1164    | 976     | 1148    | 5240            | 25              |
| Tatiana Mouratova       | Feminino  | 1084 | 928     | 1208    | 1108    | 1124    | 5452            | 12              |

### Polo aquático
Feminino
| Equipe | Fase de Grupos                                               | Fase de Grupos | Quartas-de-final                      | Semifinal              | Final                  | Pos. |
| Equipe | Adversário e resultado                                       | Pos.           | Adversário e resultado                | Adversário e resultado | Adversário e resultado | Pos. |
| --- | ------------------------------------------------------------ | -------------- | ------------------------------------- | ---------------------- | ---------------------- | ---- |
| Sofia Konoukh Valentina Vorontsova Elena Smurova Olga Belyaeva Evgenia Soboleva Ekaterina Pantyulina Alena Vylegzhanina Natalia Shepelina Evgeniya Protsenko Olga Turova Ekaterina Prokofyeva Nadezda Glyzina Oleksandra Karpovich | ITA Itália D 8-9 CHN China D 11-13 USA Estados Unidos D 7-12 | 4º (gr. A)     | Disputa do 7º lugar GRE Grécia V 12-6 | Não avançou            | Não avançou            | 7º   |

### Remo
| Atletas                                                       | Evento                    | Elim.   | Elim. | Repescagem | Repescagem | Semifinais | Semifinais | Final   | Final     |
| Atletas                                                       | Evento                    | Tempo   | Pos.  | Tempo      | Pos.       | Tempo      | Pos.       | Tempo   | Pos.      |
| ------------------------------------------------------------- | ------------------------- | ------- | ----- | ---------- | ---------- | ---------- | ---------- | ------- | --------- |
| Alexander Kornilov Alexey Svirin                              | Skiff duplo masculino     | 6:44.46 | 4 R   | 6:23.52    | 1 Q        | 6:27.75    | 5          | 6:49.84 | Final B 5 |
| Sergey Fedorovtsev Nikita Morgachev Igor Salov Nikolai Spinev | Skiff quádruplo masculino | 5:39.18 | 3     |            |            | 5:59.56    | 5          | 5:46.17 | Final B 1 |
| Oxana Dorodnova Julia Kalinovskaya Julia Levina Larisa Merk   | Skiff quádruplo feminino  | 6:26.21 | 4 R   | 6:51.14    | 5          |            |            | 6:28.10 | Final B 1 |

### Saltos ornamentais
| Atleta                                 | Evento                                 | 1ª fase | 1ª fase | Semifinal   | Semifinal   | Final       | Final             |
| Atleta                                 | Evento                                 | Pts.    | Pos.    | Pts.        | Pos.        | Pts.        | Pos.              |
| -------------------------------------- | -------------------------------------- | ------- | ------- | ----------- | ----------- | ----------- | ----------------- |
| Aleksandr Dobroskok                    | Trampolim 3 m individual masculino     | 431.15  | 17 Q    | 412.00      | 17          | Não avançou | Não avançou       |
| Dmitry Sautin                          | Trampolim 3 m individual masculino     | 474.85  | 4 Q     | 476.35      | 8 Q         | 512.65      | 4                 |
| Gleb Galperin                          | Plataforma 10 m individual masculino   | 499.95  | 3 Q     | 508.95      | 4 Q         | 525.80      | Medalha de bronze |
| Oleg Vikulov                           | Plataforma 10 m individual masculino   | 375.40  | 27      | Não avançou | Não avançou | Não avançou | Não avançou       |
| Yuriy Kunakov Dmitri Sautin            | Trampolim 3 m sincronizado masculino   |         |         |             |             | 421.98      | Medalha de prata  |
| Dmitriy Dobroskok Gleb Galperin        | Plataforma 10 m sincronizado masculino |         |         |             |             | 445.26      | Medalha de bronze |
| Svetlana Filippova                     | Trampolim 3 m individual feminino      | 274.20  | 19      | Não avançou | Não avançou | Não avançou | Não avançou       |
| Natalia Goncharova                     | Plataforma 10 m individual feminino    | 240.45  | 28      | Não avançou | Não avançou | Não avançou | Não avançou       |
| Yuliya Pakhalina                       | Trampolim 3 m individual feminino      | 358.15  | 2 Q     | 383.50      | 2 Q         | 398.60      | Medalha de prata  |
| Yuliya Pakhalina Anastasia Pozdnyakova | Trampolim 3 m sincronizado feminino    |         |         |             |             | 323.61      | Medalha de prata  |

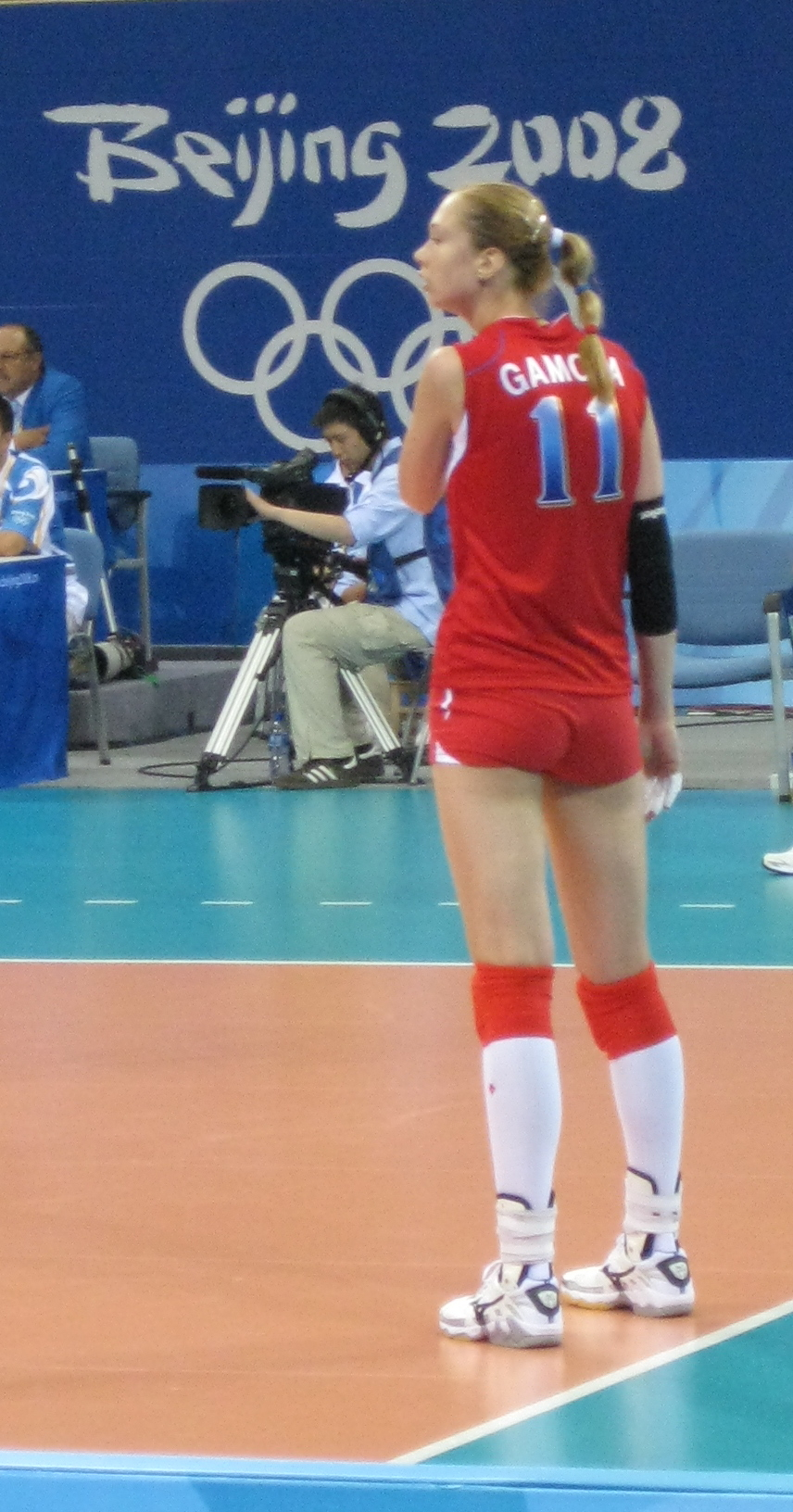
Ekaterina Gamova durante os Jogos.

### Tênis
| Atleta                            | Evento            | Fase de 64                   | Fase de 32                                            | Oitavas de final                | Quartas de final                      | Semifinais                   | Final                             | Pos.              |
| Atleta                            | Evento            | Adversário e resultado       | Adversário e resultado                                | Adversário e resultado          | Adversário e resultado                | Adversário e resultado       | Adversário e resultado            | Pos.              |
| --------------------------------- | ----------------- | ---------------------------- | ----------------------------------------------------- | ------------------------------- | ------------------------------------- | ---------------------------- | --------------------------------- | ----------------- |
| Igor Andreev                      | Simples mascuino  | USA Querrey V 6-4, 6-4       | FRA Llodra V 6-4, 3-6, 6-1                            | ESP Nadal D 2-6, 2-4            | Não avançou                           | Não avançou                  | Não avançou                       | Não avançou       |
| Nikolay Davydenko                 | Simples mascuino  | LAT Gulbis V 6-4, 6-2        | FRA Mathieu D 5-7, 3-6                                | Não avançou                     | Não avançou                           | Não avançou                  | Não avançou                       | Não avançou       |
| Dmitry Tursunov                   | Simples mascuino  | SUI Federer D 4-6, 2-6       | Não avançou                                           | Não avançou                     | Não avançou                           | Não avançou                  | Não avançou                       | Não avançou       |
| Mikhail Youzhny                   | Simples mascuino  | CZE Vaněk V 6-4, 6-1         | SWE Johansson V 7-5, 6-2                              | SRB Djokovic D 6-7(3), 3-6      | Não avançou                           | Não avançou                  | Não avançou                       | Não avançou       |
| Igor Andreev Nikolay Davydenko    | Duplas masculinas |                              | USA Blake/Querrey V 6-3, 6-4                          | BEL Darcis/Rochus V 7-6(6), 6-2 | FRA Clement/Llodra D 2-6, 7-6(4), 4-6 | Não avançou                  | Não avançou                       | Não avançou       |
| Dmitry Tursunov Mikhail Youzhny   | Duplas masculinas |                              | CHI Gonzalez/Massu V 7-6(5), 6-4                      | SUI Federer/Wawrinka D 4-6, 3-6 | Não avançou                           | Não avançou                  | Não avançou                       | Não avançou       |
| Elena Dementieva                  | Simples feminino  | UKR Bondarenko V 6-1, 6-4    | SWE Arvidsson V 6-3, 6-4                              | DEN Wozniacki V 7-6(3), 6-2     | USA Williams V 3-6, 6-4, 6-3          | RUS Zvonareva V 6-3, 7-6(3)  | RUS Safina V 3-6, 7-5, 6-3        | Medalha de ouro   |
| Svetlana Kuznetsova               | Simples feminino  | CHN Li D 6-7 (5) 4-6         | Não avançou                                           | Não avançou                     | Não avançou                           | Não avançou                  | Não avançou                       | Não avançou       |
| Dinara Safina                     | Simples feminino  | ITA Santangelo V 6-3, 7-6(1) | ESP Martinez Sanchez V 7-6(3), 6-1                    | CHN Zheng V 6-4, 6-3            | SRB Jankovic V 6-2, 5-7, 6-3          | CHN Li V 7-6(3), 7-5         | RUS Dementieva D 6-3, 5-7, 3-6    | Medalha de prata  |
| Vera Zvonareva                    | Simples feminino  | CHN Yan V 6-0, 6-2           | ISR Peer V 6-3, 7-6(4)                                | ITA Schiavone V 7-6(4), 6-4     | AUT Bammer V 6-3, 3-6, 6-3            | RUS Dementieva D 3-6, 6-7(3) | Disp. do bronze CHN Li V 6-0, 7-5 | Medalha de bronze |
| Svetlana Kuznetsova Dinara Safina | Duplas femininas  |                              | ITA Santangelo/Vinci V 6-1, 3-6, 7-5                  | IND Mirza/Rao V 6-4, 6-4        | CHN Yan/Zheng D 3-6, 7-5, 8-10        | Não avançou                  | Não avançou                       | Não avançou       |
| Elena Vesnina Vera Zvonareva      | Duplas femininas  |                              | ESP Llagostera Vives/Martinez Sanchez V 2-6, 6-1, 6-3 | ARG Dulko/Jozami V 6-2, 6-3     | USA Williams/Williams D 4-6, 0-6      | Não avançou                  | Não avançou                       | Não avançou       |

### Tênis de mesa
| Atleta          | Evento               | Fase 1                 | Fase 2                 | Fase 3                 | Fase 4                 | Quartas de final       | Semifinais             | Final                  |
| Atleta          | Evento               | Adversário e resultado | Adversário e resultado | Adversário e resultado | Adversário e resultado | Adversário e resultado | Adversário e resultado | Adversário e resultado |
| --------------- | -------------------- | ---------------------- | ---------------------- | ---------------------- | ---------------------- | ---------------------- | ---------------------- | ---------------------- |
| Fedor Kuzmin    | Individual masculino | ITA Bobocica D 1-4     | Não avançou            | Não avançou            | Não avançou            | Não avançou            | Não avançou            | Não avançou            |
| Alexei Smirnov  | Individual masculino |                        | VIE Doan V 4-1         | JPN Kan D 1-4          | Não avançou            | Não avançou            | Não avançou            | Não avançou            |
| Oksana Fadeeva  | Individual feminino  | ITA Stefanova D 0-4    | Não avançou            | Não avançou            | Não avançou            | Não avançou            | Não avançou            | Não avançou            |
| Svetlana Ganina | Individual feminino  | AUS Sang D WO          | Não avançou            | Não avançou            | Não avançou            | Não avançou            | Não avançou            | Não avançou            |
| Irina Kotikhina | Individual feminino  | AUS Miao D 3-4         | Não avançou            | Não avançou            | Não avançou            | Não avançou            | Não avançou            | Não avançou            |

| Atleta                                     | Evento             | Fase de grupos                                        | Semifinais             | Final                  |
| Atleta                                     | Evento             | Adversário e resultado                                | Adversário e resultado | Adversário e resultado |
| ------------------------------------------ | ------------------ | ----------------------------------------------------- | ---------------------- | ---------------------- |
| Dmitri Mazunov Fedor Kuzmin Alexei Smirnov | Equipes masculinas | HKG Hong Kong D 1-3 JPN Japão D 0-3 NGR Nigéria D 2-3 | Não avançou            | Não avançou            |

### Tiro
| Atleta                    | Evento                           | Qual.  | Qual. | Final        | Final             |
| Atleta                    | Evento                           | Escore | Pos.  | Escore       | Pos.              |
| ------------------------- | -------------------------------- | ------ | ----- | ------------ | ----------------- |
| Alexey Alipov             | Fossa olímpica masculino         | 121    | 1 Q   | 142 (+3)     | Medalha de bronze |
| Leonid Ekimov             | Pistola de ar 10 m masculino     | 582    | 5     | 680.5        | 5                 |
| Leonid Ekimov             | Tiro rápido 25 m masculino       | 581    | 2 Q   | 778.2        | 4                 |
| Vitaly Fokeev             | Fossa olímpica dublê masculino   | 130    | 16    | Não avançou  | Não avançou       |
| Pavel Gurkin              | Fossa olímpica masculino         | 116    | 11    | Não avançou  | Não avançou       |
| Vladimir Isakov           | Pistola livre 50 m masculino     | 563    | 5     | 659.5(+9.1)  | Medalha de bronze |
| Artem Khadjibekov         | Carabina deitado 50 m masculino  | 594    | 13    | Não avançou  | Não avançou       |
| Artem Khadjibekov         | Carabina três posições masculino | 1167   | 14    | Não avançou  | Não avançou       |
| Alexey Klimov             | Tiro rápido 25 m masculino       | 577    | 8     | Não avançou  | Não avançou       |
| Sergei Kovalenko          | Carabina três posições masculino | 1166   | 18    | Não avançou  | Não avançou       |
| Sergey Kruglov            | Carabina de ar 10 m masculino    | 595    | 5 Q   | 697.0        | 8                 |
| Vasiliy Mosin             | Fossa olímpica dublê masculino   | 131    | 14    | Não avançou  | Não avançou       |
| Mikhail Nestruev          | Pistola de ar 10 m masculino     | 575    | 29    | Não avançou  | Não avançou       |
| Mikhail Nestruev          | Pistola livre 50 m masculino     | 552    | 24    | Não avançou  | Não avançou       |
| Konstantin Prikhodtchenko | Carabina de ar 10 m masculino    | 595    | 7 Q   | 698.4(+10.0) | 5                 |
| Konstantin Prikhodtchenko | Carabina deitado 50 m masculino  | 595    | 7 Q   | 699.0        | 5                 |
| Valeriy Shomin            | Skeet masculino                  | 115    | 19    | Não avançou  | Não avançou       |
| Konstantin Tsuranov       | Skeet masculino                  | 113    | 23    | Não avançou  | Não avançou       |
| Yuliya Alipava            | Pistola livre 25 m feminino      | 579    | 18    | Não avançou  | Não avançou       |
| Svetlana Demina           | Skeet feminino                   | 66     | 12    | Não avançou  | Não avançou       |
| Olga Desyatsakaya         | Carabina de ar 10 m feminino     | 394    | 18    | Não avançou  | Não avançou       |
| Lioubov Galkina           | Carabina de ar 10 m feminino     | 399    | 2 Q   | 502.1        | Medalha de prata  |
| Lioubov Galkina           | Carabina três posições feminino  | 585    | 8 Q   | 687.6        | 4                 |
| Tatiana Goldobina         | Carabina três posições feminino  | 578    | 18    | Não avançou  | Não avançou       |
| Irina Laricheva           | Fossa olímpica feminino          | 64     | 9     | Não avançou  | Não avançou       |
| Natalia Paderina          | Pistola de ar 10 m feminino      | 391 OR | 1 Q   | 489.1        | Medalha de prata  |
| Natalia Paderina          | Pistola livre 25 m feminino      | 579    | 19    | Não avançou  | Não avançou       |
| Svetlana Smirnova         | Pistola de ar 10 m feminino      | 383    | 10    | Não avançou  | Não avançou       |

### Tiro com arco
Masculino
| Atleta                                             | Evento               | Class. | Class. | Fase de 64                      | Fase de 32             | Oitavas de final       | Quartas de final       | Semifinais                    | Final                                   | Final             |
| Atleta                                             | Evento               | Escore | Pos.   | Adversário e resultado          | Adversário e resultado | Adversário e resultado | Adversário e resultado | Adversário e resultado        | Adversário e resultado                  | Pos.              |
| -------------------------------------------------- | -------------------- | ------ | ------ | ------------------------------- | ---------------------- | ---------------------- | ---------------------- | ----------------------------- | --------------------------------------- | ----------------- |
| Andrey Abramov                                     | Individual masculino | 660    | 25     | USA Johnson D 109(+25)-109(+26) | Não avançou            | Não avançou            | Não avançou            | Não avançou                   | Não avançou                             | 36                |
| Bair Badënov                                       | Individual masculino | 658    | 31     | GBR Godfrey V 114-109           | IND Champia V 109-108  | CAN Lyon V 115-110     | MAS Cheng V 109-104    | UKR Ruban D 112(+18)-112(+20) | Decisão do bronze MEX Serrano V 115-110 | Medalha de bronze |
| Balzhinima Tsyrempilov                             | Individual masculino | 671    | 6      | BUL Pavlov V 112-102            | TPE Chen V 109-101     | JPN Ryuichi D 110-113  | Não avançou            | Não avançou                   | Não avançou                             | 10                |
| Andrey Abramov Bair Badënov Balzhinima Tsyrempilov | Equipes masculinas   | 1989   | 4      |                                 |                        |                        | CHN China D 208-217    | Não avançou                   | Não avançou                             | 8                 |

Feminino
| Atleta             | Evento              | Class. | Class. | Fase de 64                         | Fase de 32                  | Oitavas de final       | Quartas de final       | Semifinais             | Final                  | Final |
| Atleta             | Evento              | Escore | Pos.   | Adversário e resultado             | Adversário e resultado      | Adversário e resultado | Adversário e resultado | Adversário e resultado | Adversário e resultado | Pos.  |
| ------------------ | ------------------- | ------ | ------ | ---------------------------------- | --------------------------- | ---------------------- | ---------------------- | ---------------------- | ---------------------- | ----- |
| Miroslava Dagbaeva | Individual feminino | 637    | 23     | INA Puspitasari V 106(+10)-106(+9) | COL Ana Rendon D 106-110    | Não avançou            | Não avançou            | Não avançou            | Não avançou            | 14    |
| Natalia Erdyniyeva | Individual feminino | 647    | 11     | SUI Dielen V 107-102               | POL Marcinkiewicz V 104-103 | CHN Zhang D 98-110     | Não avançou            | Não avançou            | Não avançou            | 14    |

### Triatlo
| Atleta               | Evento    | Natação | Ciclismo | Corrida | Total      | Pos. |
| -------------------- | --------- | ------- | -------- | ------- | ---------- | ---- |
| Alexander Brukhankov | Masculino | 18:10   | 59:08    | 33:01   | 1:51:22.59 | 24   |
| Dmitri Polyansky     | Masculino | 18:15   | 59:07    | 32:53   | 1:51:11.61 | 22   |
| Igor Sysoev          | Masculino | 18:02   | 59:15    | 31:41   | 1:49:59.38 | 9    |
| Irina Abyssova       | Feminino  | 20:26   | DNF      | DNF     | DNF        | DNF  |
| Olga Zaousailova     | Feminino  | 20:58   | 1:26:52  | 39:01   | 2:06:24.26 | 36   |

### Vela
| Atleta                                            | Evento                | Regata | Regata | Regata | Regata | Regata | Regata | Regata | Regata | Regata | Regata | Regata      | Escore | Pos. |
| Atleta                                            | Evento                | 1      | 2      | 3      | 4      | 5      | 6      | 7      | 8      | 9      | 10     | M           | Escore | Pos. |
| ------------------------------------------------- | --------------------- | ------ | ------ | ------ | ------ | ------ | ------ | ------ | ------ | ------ | ------ | ----------- | ------ | ---- |
| Alexey Tokarev                                    | RS:X masculino        | 33     | 31     | (35)   | 32     | 32     | 27     | 30     | 31     | 33     | 30     | Não avançou | 279    | 34   |
| Igor Lisovenko                                    | Laser masculino       | 11     | 14     | 4      | 8      | 7      | 26     | (37)   | 20     | 7      | CAN    | Não avançou | 93     | 11   |
| Maxim Sheremetiev Mikhail Sheremetiev             | 470 masculino         | (27)   | 21     | 22     | 21     | 24     | 12     | 11     | 11     | 18     | 17     | Não avançou | 157    | 20   |
| Tatiana Bazyuk                                    | RS:X feminino         | 24     | 23     | 24     | 19     | 21     | 20     | 22     | 21     | (25)   | 24     | Não avançou | 198    | 24   |
| Anastasia Chernova                                | Laser Radial feminino | 7      | (28)   | 26     | 16     | 18     | 23     | 24     | 26     | 28     | CAN    | Não avançou | 168    | 27   |
| Natalia Ivanova Diana Krutskikh Ekaterina Skudina | Yngling feminino      | 3      | 8      | 12     | 10     | (15)   | 1      | 6      | 6      | CAN    | CAN    | 12          | 58     | 6    |
| Eduard Skornyakov                                 | Finn                  | (24)   | 20     | 17     | 13     | 8      | 18     | 12     | 14     | CAN    | CAN    | Não avançou | 102    | 17   |

### Voleibol de praia
Masculino
| Atleta                         | Fase de grupos | Fase de grupos | Oitavas de final                                | Quartas de final       | Semifinais             | Final                  |
| Atleta                         | Adversário e resultado | Pos.           | Adversário e resultado                          | Adversário e resultado | Adversário e resultado | Adversário e resultado |
| ------------------------------ | --- | -------------- | ----------------------------------------------- | ---------------------- | ---------------------- | ---------------------- |
| Dmitri Barsouk Igor Kolodinsky | AUT Doppler/Gartmayer D 1-2 (16:21, 21:18, 14:16) ITA Lione/Amore V 2-0 (21:17, 21:13) BRA M. Araújo/Fábio Luiz D 0-2 (22:24, 17:21) | 3º (gr. D)     | BRA Ricardo/Emanuel D 1-2 (21:18, 23:25, 12:15) | Não avançou            | Não avançou            | Não avançou            |

Feminino
| Atleta                               | Fase de grupos | Fase de grupos | Oitavas de final       | Quartas de final       | Semifinais             | Final                  |
| Atleta                               | Adversário e resultado | Pos.           | Adversário e resultado | Adversário e resultado | Adversário e resultado | Adversário e resultado |
| ------------------------------------ | --- | -------------- | ---------------------- | ---------------------- | ---------------------- | ---------------------- |
| Natalya Uryadova Alexandra Shiryaeva | AUS Barnett/Cook D 1-2 (8:21, 21:19, 12:15) BRA Larissa/Ana Paula D 1-2 (21:19, 12:21, 13:15) GEO Saka - Rtvelo D 1-2 (21:10, 20:22, 12:15) | 4º (gr. C)     | Não avançou            | Não avançou            | Não avançou            | Não avançou            |

### Voleibol
Masculino
| Equipe | Fase de Grupos | Fase de Grupos | Quartas de final                                | Semifinal                                                    | Final                                                      | Pos.              |
| Equipe | Adversário e resultado | Pos.           | Adversário e resultado                          | Adversário e resultado                                       | Adversário e resultado                                     | Pos.              |
| --- | --- | -------------- | ----------------------------------------------- | ------------------------------------------------------------ | ---------------------------------------------------------- | ----------------- |
| Alexander Korneev Semen Poltavskiy Alexander Kosarev Sergey Grankin Sergey Tetyukhin Vadim Khamuttskikh Yury Berezhko Alexei Ostapenko Alexander Volkov Alexey Verbov Maxim Mikhaylov Alexey Kuleshov | SRB Sérvia V 3-1 (20-25, 25-21, 25-22, 25-14) GER Alemanha V 3-2 (25-27, 25-21, 21-25, 25-23, 16-14) BRA Brasil V 3-1 (22-25, 26-24, 31-29, 25-19) EGY Egito V 3-0 (25-19, 25-14, 25-18) POL Polônia D 2-3 (25-17, 24-26, 26-24, 23-25, 12-15) | 2º (gr. B)     | BUL Bulgária V 3-1 (20-25, 25-16, 25-22, 25-21) | USA Estados Unidos D 2-3 (20-25, 21-25, 27-25, 25-22, 13-15) | Disputa do 3º lugar ITA Itália V 3-0 (25-22, 25-19, 25-23) | Medalha de bronze |

Feminino
| Equipe | Fase de Grupos | Fase de Grupos | Quartas de final                      | Semifinal              | Final                  | Pos. |
| Equipe | Adversário e resultado | Pos.           | Adversário e resultado                | Adversário e resultado | Adversário e resultado | Pos. |
| --- | --- | -------------- | ------------------------------------- | ---------------------- | ---------------------- | ---- |
| Maria Borodakova Natalia Alimova Olga Fateeva Liubov Sokolova Elena Godina Evgenya Estes Ekaterina Gamova Marina Sheshenina Ekaterina Kabeshova Aleksandra Pasynkova Yulia Merkulova Marina Akulova | ITA Itália D 1-3 (20-25, 25-17, 16-25, 23-25) BRA Brasil D 0-3 (14-25, 14-25, 16-25) KAZ Cazaquistão V 3-1 (25-19, 25-18, 25-11) ALG Argélia V 3-0 (25-11, 25-19, 25-10) SRB Sérvia V 3-0 (25-21, 25-16, 25-20) | 3º (gr. B)     | CHN China D 0-3 (22-25, 25-27, 19-25) | Não avançou            | Não avançou            | 5º   |

### Remo
| S | Classificado(a) para as semifinais |    |                        | FA | Final A (disputa de medalhas) |  |  | FD | Final D (sem medalhas) |
| Q | Classificado(a) para as quartas    | FB | Final B (sem medalhas) | FE | Final E (sem medalhas)        |  |  |    |                        |
| R | Classificado(a) para a repescagem  | FC | Final C (sem medalhas) | FF | Final F (sem medalhas)        |  |  |    |                        |

### Vela
| M   | Regata da Medalha da qual só participam os dez primeiros colocados das regatas anteriores  |  |  | CAN | Regata cancelada |
| BFD | Desclassificado por bandeira preta (Black Flag Disqualified)                               |  |  |     |                  |
| UFD | Desclassificado por bandeira "U" (U Flag Disqualified)                                     |  |  |     |                  |
| OCS | Largada queimada (On the Course Side of the starting line)                                 |  |  |     |                  |
| DNE | Desclassificação sem eliminação (infração a um item do regulamento da prova – Did Not End) |  |  |     |                  |